# Ebenholzbäume
Die Ebenholzbäume, Dattelpflaumen oder Götterpflaumen (Diospyros) sind eine Pflanzengattung innerhalb der Familie der Ebenholzgewächse (Ebenaceae). Diese Gattung enthält einige Arten, deren Holz unter dem Namen Ebenholz gehandelt wird, das beispielsweise zur Möbelherstellung verwendet wird. Von einigen Arten wird das Obst genutzt.

## Beschreibung

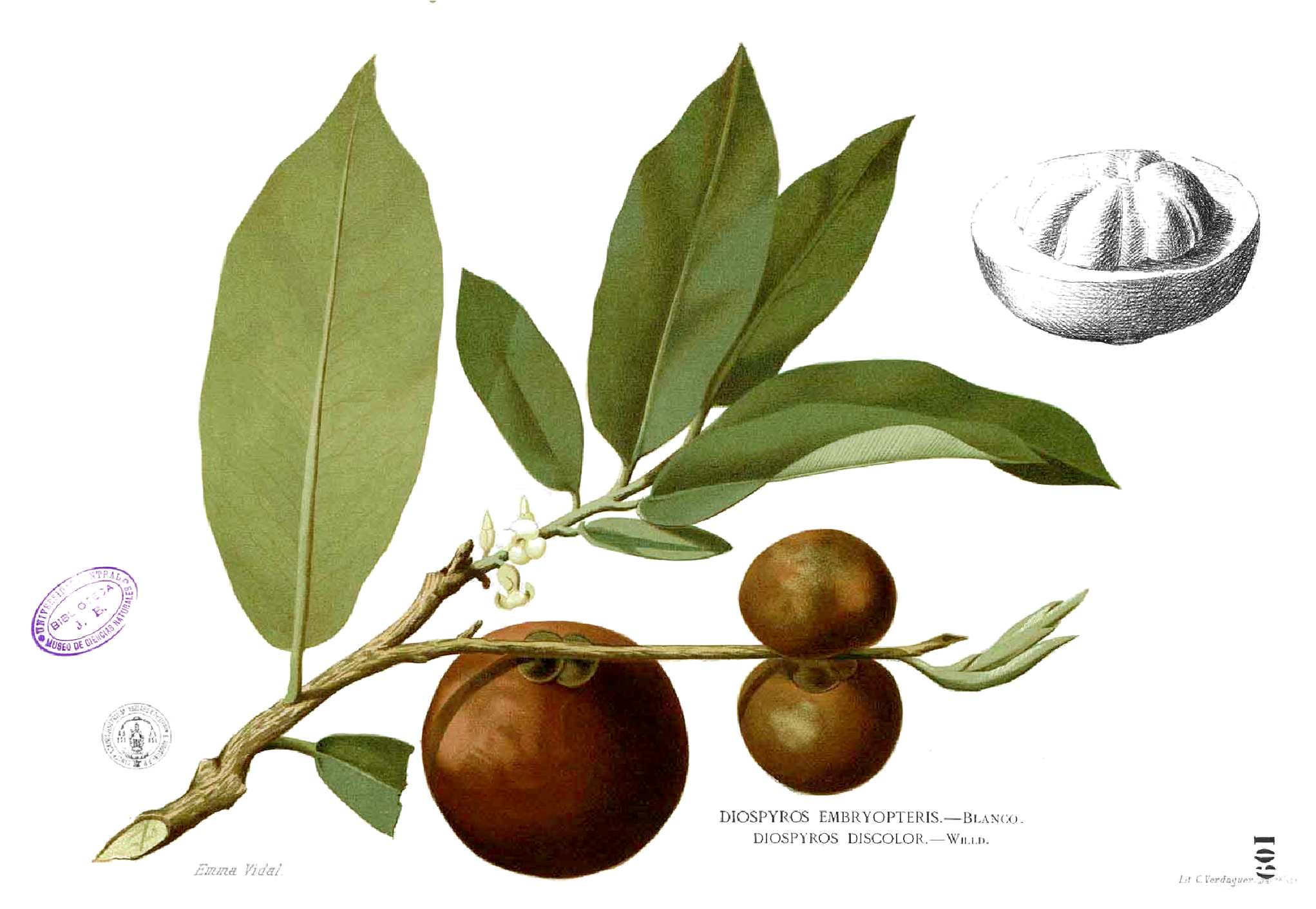
Illustration aus Blanco von Diospyros discolor, Syn.: Diospyros blancoi

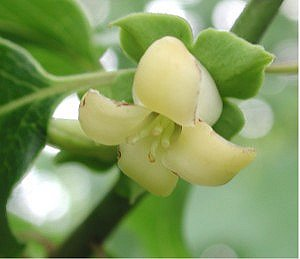
Blüte der Amerikanischen Persimone oder Amerikanische Kakipflaume, Helles Ebenholz (Diospyros virginiana)

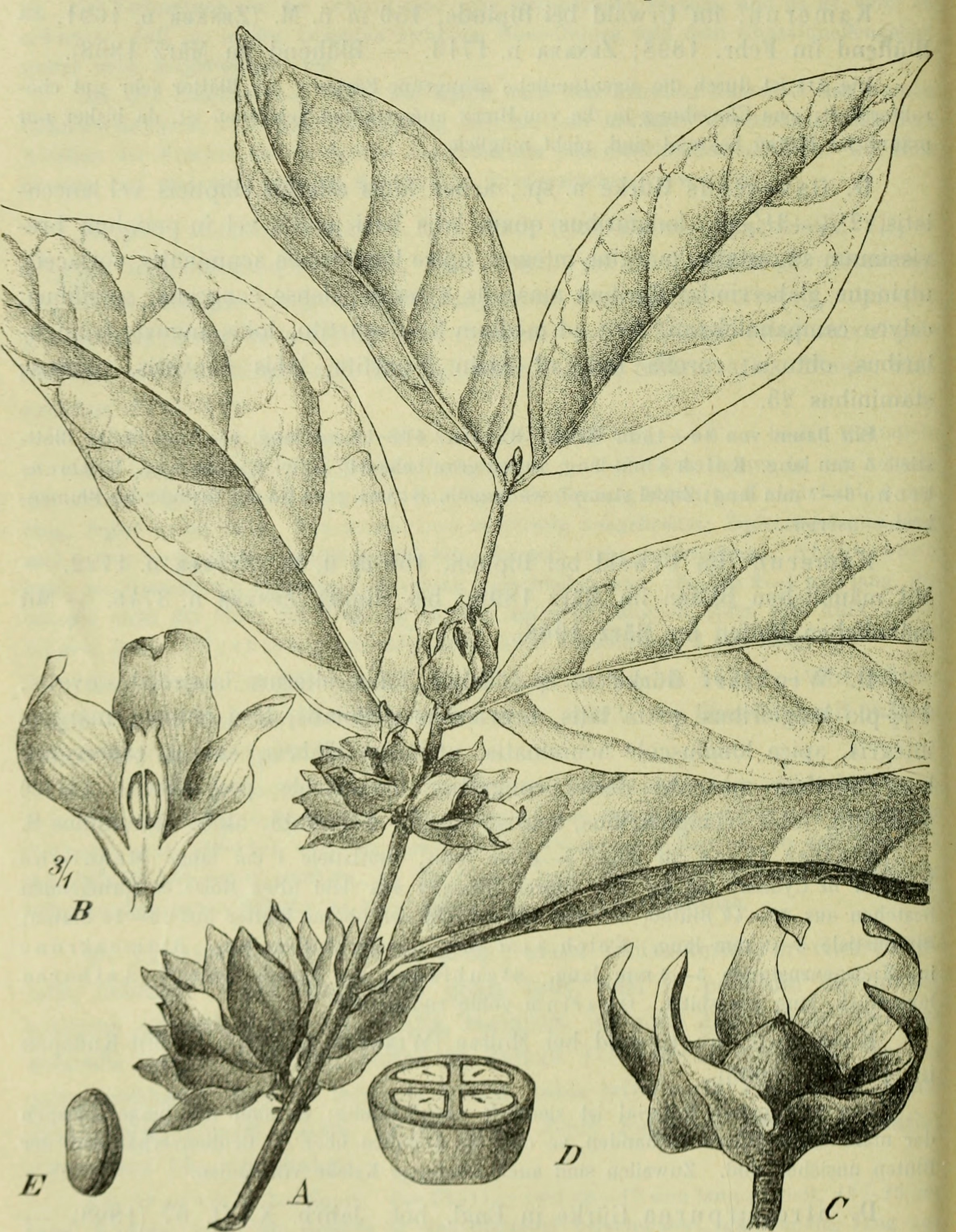
Illustration aus Botanische Jahrbücher für Systematik, Pflanzengeschichte und Pflanzengeographie, 1909 von Diospyros dendo

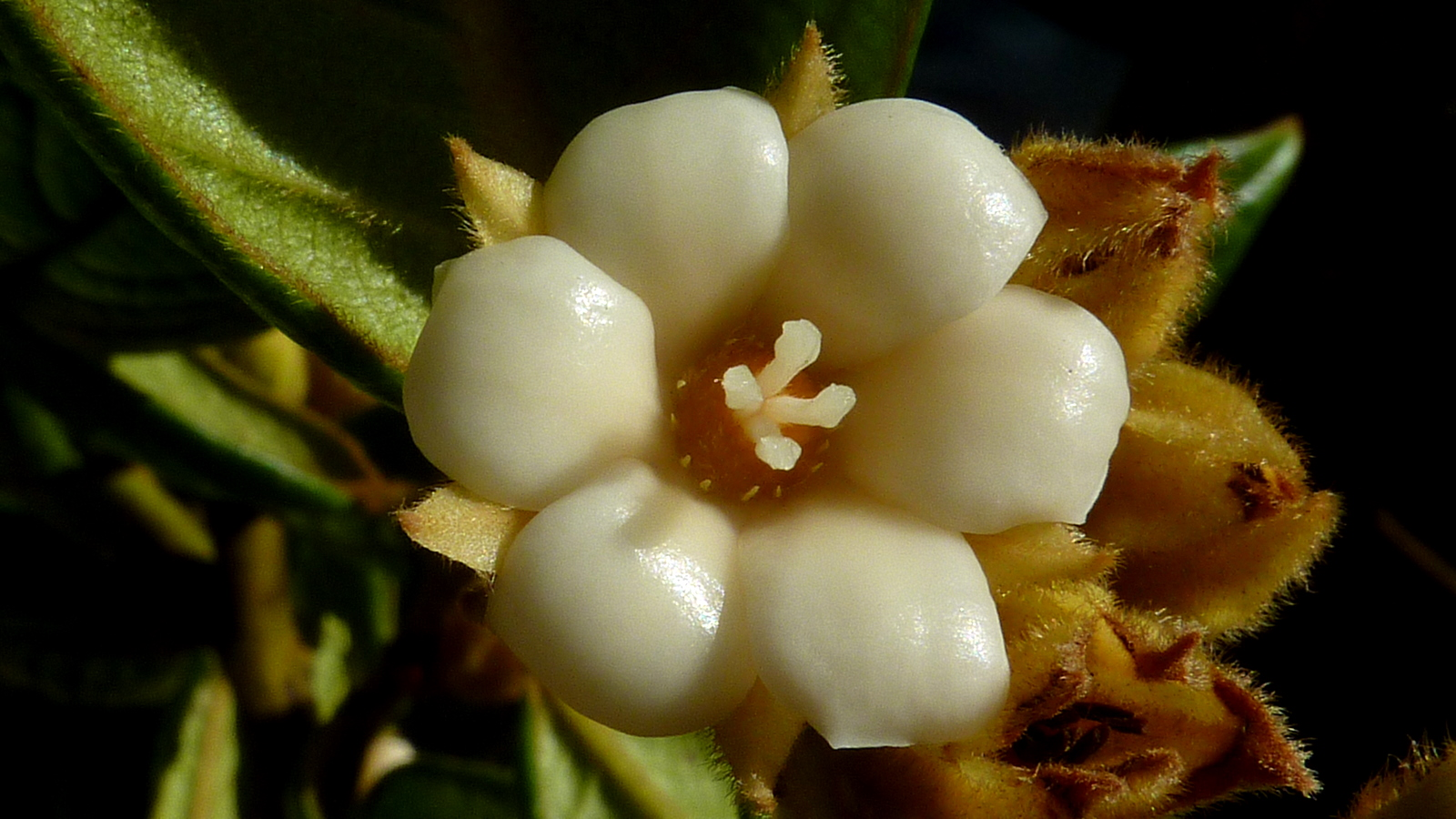
Weibliche Blüte im Detail von Diospyros gaultheriifolia, gut zu erkennen ist der Griffel

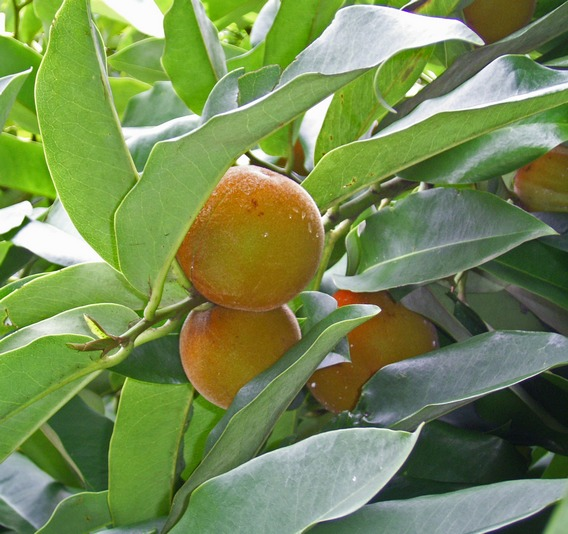
Laubblätter und Früchte von Mabolo (Diospyros discolor)

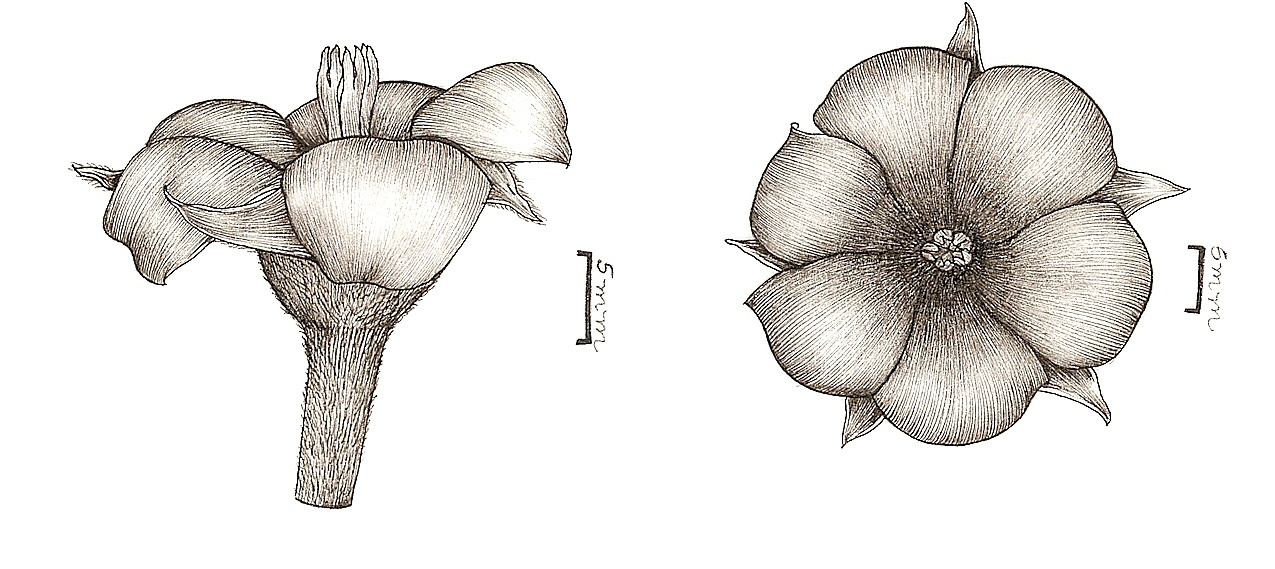
Illustration der Blüte von Diospyros gaultheriifolia

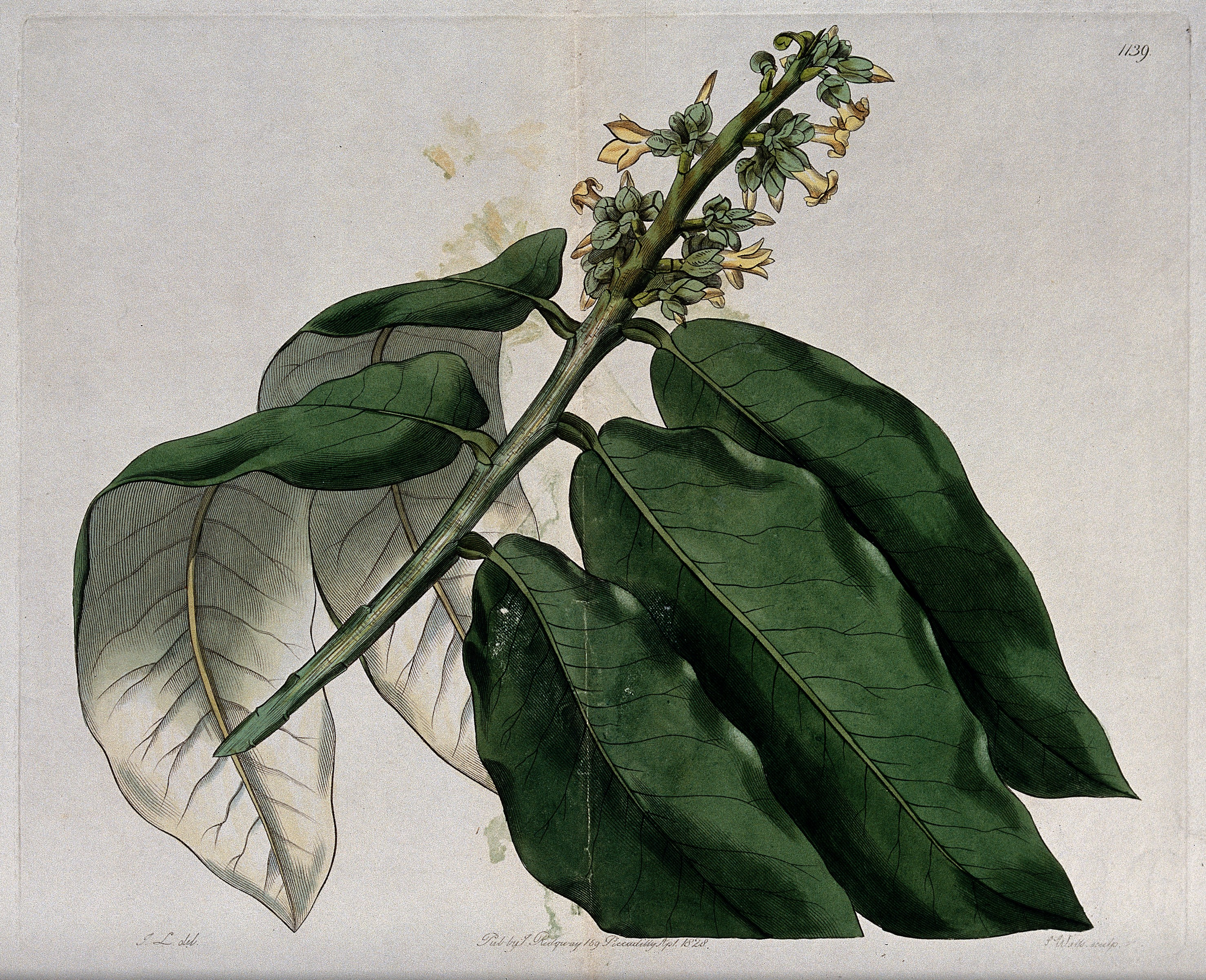
Illustration von Mabolo (Diospyros discolor)

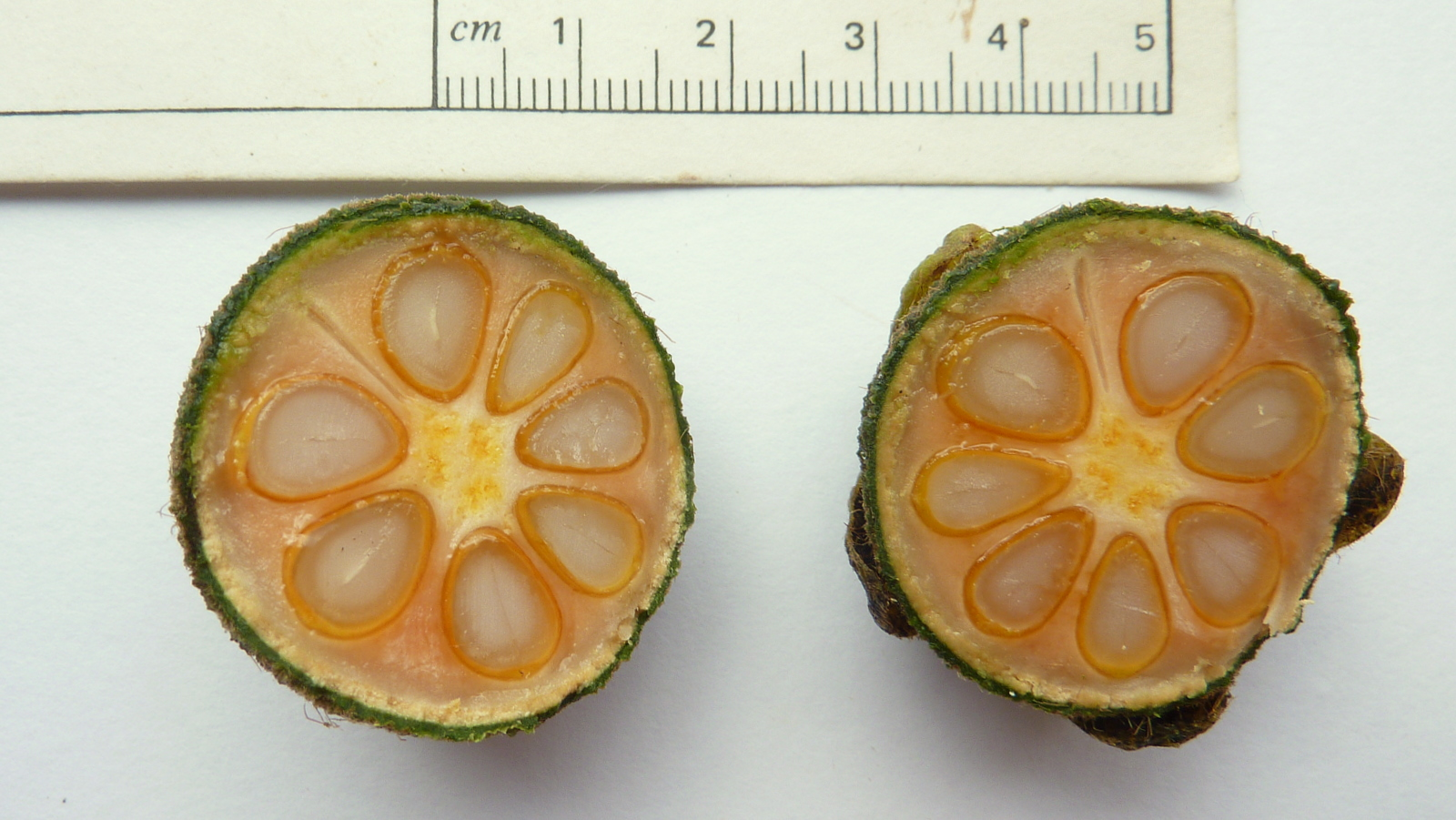
Aufgeschnittene Frucht von Diospyros gaultheriifolia, gut zu erkennen ist die Lage der Samen

### Erscheinungsbild und Blätter
Alle Diospyros-Arten sind verholzende Pflanzen: Sie wachsen als Sträucher oder Bäume. Es kommen immergrüne und laubabwerfende Arten in der Gattung Diospyros vor. Die Rinde von Stamm und Zweigen ist schwarz gefärbt, die Innenseite gelblich. Das Kernholz ist dunkel bis schwarz. Die Endknospen werden oft nicht ausgebildet, manchmal enden die Zweige mit einer dornigen Spitze.
Die wechselständig und zweizeilig oder spiralig an den Zweigen angeordneten Laubblätter sind in Blattstiel und Blattspreite gegliedert. Die Blattspreiten sind einfach und ganzrandig, meist mit Drüsen oder winzig gepunktet. Nebenblätter fehlen.

### Blütenstände und Blüten
Viele Diospyros-Arten sind zweihäusig getrenntgeschlechtig (diözisch), es kommen aber auch zwittrige Blüten vor. Die radiärsymmetrischen Blüten sind drei bis achtzählig mit doppelter Blütenhülle. Die drei bis fünf, selten bis zu acht Kelchblätter sind verwachsenen und formen eine zugespitzte, behaarte Knospe. Die drei bis fünf, selten bis zu acht Kronblätter sind röhren- bis glockenförmig verwachsen. Die Farben der Kronblätter reichen nur von Weiß über Cremefarbe bis Gelb. Die Kronblätter fallen nach der Anthese ab.
Die männlichen Blüten stehen in zymösen Blütenständen, die aus Blattachseln junger Zweige entspringen. Die männlichen Blüten enthalten vier oder mehr (zwei bis hundert) Staubblätter die paarweise zusammen stehen oder in zwei Kreisen angeordnet sind; der Fruchtknoten ist rudimentär vorhanden.
Auch die weiblichen Blüten stehen in Blattachseln, allerdings einzeln. In den weiblichen Blüten sind die drei bis acht Fruchtblätter zu einem oberständigen Fruchtknoten verwachsen; er ist oft durch falsche Scheidewände in insgesamt drei bis 16 Fruchtknotenkammern unterteilt. Die drei bis acht freien oder teilweise verwachsenen Griffel enden in einer einfachen oder oft zweigeteilten Narbe. Rudimentäre Staubblätter (Staminodien) können in den weiblichen Blüten vorhanden sein.

### Früchte und Samen
Die Kelchblätter vergrößern sich bis zur Fruchtreife und bleiben meist an der Frucht erhalten. Die fleischigen, manchmal auch fast ledrigen Beeren enthalten 1 bis 16 Samen. Die Samen sind meist abgeflacht.

### Chromosomensätze
Die Chromosomengrundzahl beträgt x = 15. Meist liegt Diploidie mit einer Chromosomenzahl von 2n = 30 vor. Aber auch Arten und Sorten mit mehrfachem Chromosomensatz, also mit unterschiedlichen Ploidiegraden, sind bekannt.

## Systematik

### Taxonomie

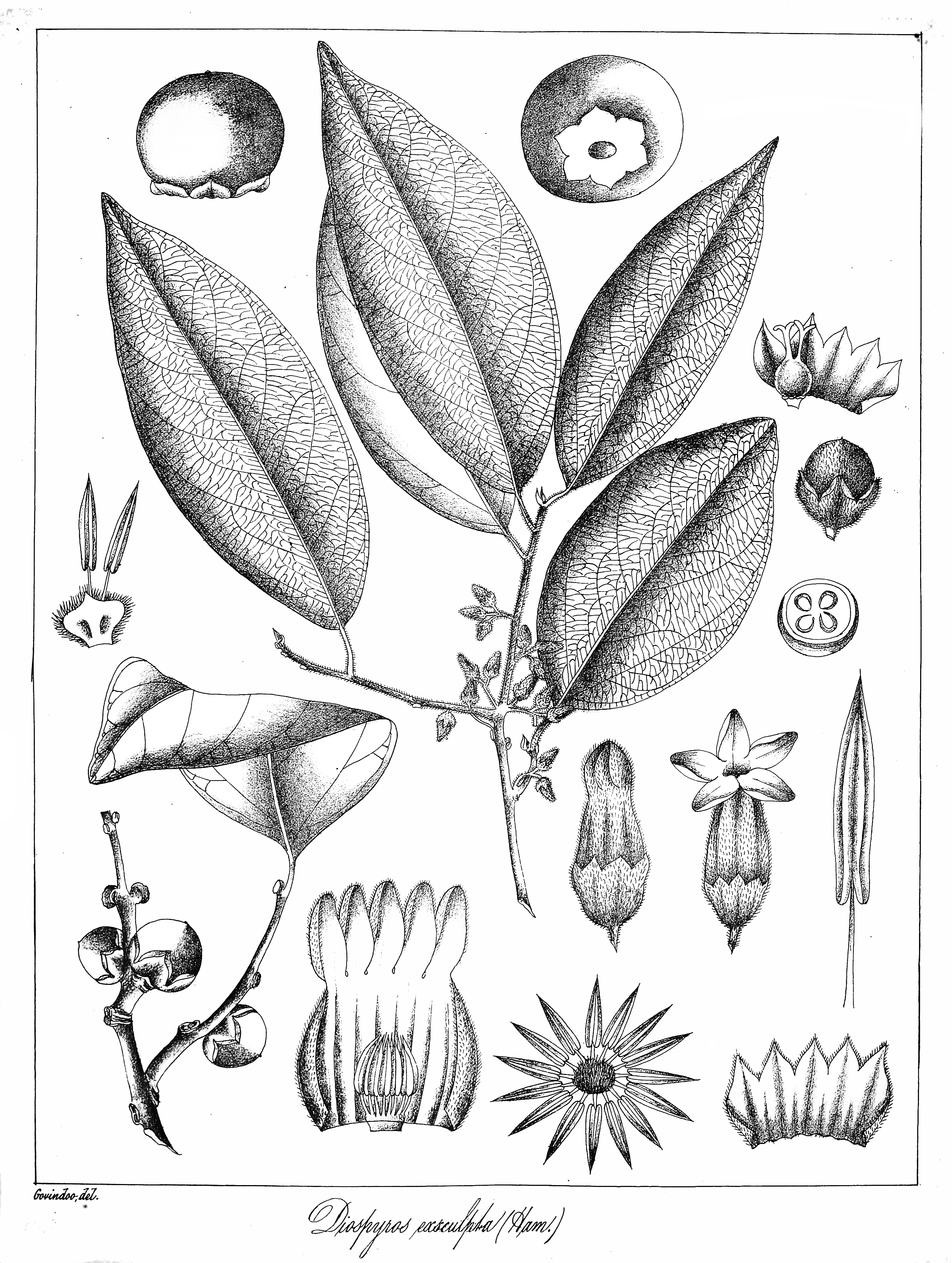
Illustration von Diospyros exsculpta

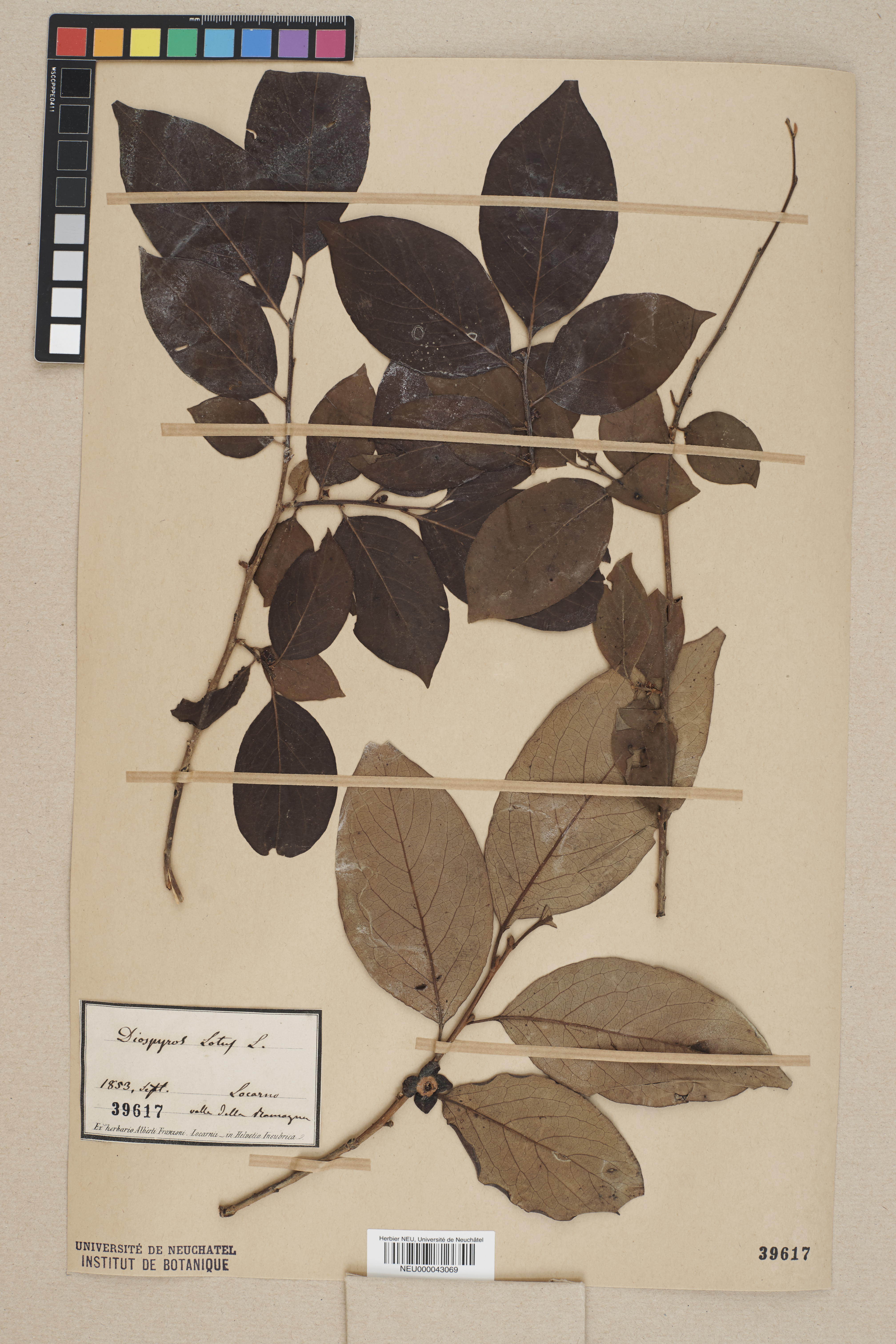
Herbarbeleg der Lotuspflaume (Diospyros lotus)

Die Gattung Diospyros wurde 1753 durch Carl von Linné in Species Plantarum, 2, Seiten 1057–1058 mit den beiden Arten Diospyros lotus sowie Diospyros virginiana aufgestellt. Der Gattungsname Diospyros bedeutet „Frucht des Zeus“ oder „göttliche Frucht“. Als Lektotypusart wurde 1913 Diospyros lotus L. durch Nathaniel Lord Britton und Addison Brown in An Illustrated Flora of the Northern United States, 2. Auflage, 2: 720 festgelegt. Synonyme für Diospyros L. sind: Cargillia R.Br., Cavanillea Desr., Ebenus Kuntze, Embryopteris Gaertn., Guaiacana Duhamel, Idesia Scop., Maba J.R.Forst. & G.Forst., Mabola Raf., Macreightia A.DC., Noltia Thonn., Paralea Aubl., Pimia Seem., Rhaphidanthe Hiern ex Gürke, Ropourea Aubl., Royena L., Tetraclis Hiern.
Durch Bruno Wallnöfer erfolgte in neun Teilen 2007 und 2016 in A revision of neotropical Diospyros (Ebenaceae) in Annalen des Naturhistorischen Museums in Wien eine Revision der neotropischen Diospyros-Arten. Dabei wurden umfangreiche Herbarbelege für diverse Floren gesichtet und taxonomische Änderungen durchgeführt.

### Äußere Systematik
Die Gattung Diospyros gehört zur Unterfamilie Ebenoideae innerhalb der Familie Ebenaceae.

### Arten und ihre Verbreitung
Diospyros ist im Wesentlichen eine pantropische Gattung mit einigen Arten in subtropischen Gebieten und wenigen Arten in den gemäßigten Regionen. Beispielsweise kommen in China 60 Arten vor.
| - Diospyros abyssinica (Hiern) F.White: Es gibt vier Unterarten: - Diospyros abyssinica (Hiern) F.White subsp. abyssinica (Syn.: Diospyros welwitschii Hiern, Diospyros ubanghensis A.Chev.): Sie ist im tropischen Afrika von Eritrea bis Simbabwe weitverbreitet. - Diospyros abyssinica subsp. attenuata F.White: Sie kommt nur in Malawi und Simbabwe vor. - Diospyros abyssinica subsp. chapmaniorum F.White: Sie kommt in Malawi, Mosambik und Sambia vor. - Diospyros abyssinica subsp. reticulata F.White: Dieser Endemit kommt nur im südlichen Tansania vor. - Diospyros acapulcensis Kunth: Sie ist vom zentralen Mexiko bis Zentralamerika verbreitet. Es gibt seit 2008 acht Unterarten: - Diospyros acapulcensis Kunth subsp. acapulcensis: Sie kommt vom zentralen bis südlichen Mexiko bis Guatemala vor. - Diospyros acapulcensis subsp. chiquimulensis Provance, I.García & A.C.Sanders: Sie wurde 2008 aus Guatemala erstbeschrieben. - Diospyros acapulcensis subsp. dwyeri Provance, I.García & A.C.Sanders: Sie wurde 2008 aus Panama erstbeschrieben. - Diospyros acapulcensis subsp. guanacastensis Provance, I.García & A.C.Sanders: Sie wurde 2008 aus Costa Rica erstbeschrieben. - Diospyros acapulcensis subsp. mejocotensis Provance, I.García & A.C.Sanders: Sie wurde 2008 aus Honduras erstbeschrieben. - Diospyros acapulcensis subsp. nicaraguensis (Standl.) Provance, I.García & A.C.Sanders (Syn.: Maba nicaraguensis Standl., Diospyros nicaraguensis (Standl.) Standl.): Den Rang einer Unterart hat sie seit 2008. Sie kommt in Guatemala, Nicaragua sowie El Salvador vor. - Diospyros acapulcensis subsp. pedromorenoi Provance, I.García & A.C.Sanders: Sie wurde 2008 aus Nicaragua erstbeschrieben. - Diospyros acapulcensis subsp. rivensis Provance, I.García & A.C.Sanders: Sie wurde 2008 erstbeschrieben und kommt von Nicaragua bis Costa Rica vor. - Diospyros acapulcensis subsp. verae-crucis (Standl.) Provance, I.García & A.C.Sanders (Syn.: Maba verae-crucis Standl., Diospyros verae-crucis (Standl.) Standl., Maba purpusii Brandegee): Den Rang einer Unterart hat sie seit 2008. Sie kommt vom südlichen Mexiko bis El Salvador vor. - Diospyros acocksii (De Winter) De Winter: Sie kommt vom zentralen-westlichen bis südlichen Namibia bis in die südafrikanische Provinz Nordkap vor. - Diospyros acris Hemsl.: Dieser Endemit kommt in Vanuatu nur auf den Torres-Inseln vor. - Diospyros aculeata H.Perrier (Syn.: Diospyros aculeata subsp. meridionalis H.Perrier): Sie kommt nur im westlichen Madagaskar vor. - Diospyros acuminata (Thwaites) Kosterm. (Syn.: Diospyros imbricata Bakh.): Dieser Endemit kommt nur im südwestlichen Sri Lanka vor. - Diospyros acuta Thwaites: Dieser Endemit kommt nur im südwestlichen Sri Lanka vor. Diese Art ist nur von vier Fundorten bekannt. - Diospyros adenophora Bakh.: Sie kommt auf der Malaiischen Halbinsel vor. - Diospyros adiensis Kosterm.: Sie kommt nur im westlichen Neuguinea vor. - Diospyros aequoris Standl.: Es gibt seit 2008 sechs Unterarten in Mexiko: - Diospyros aequoris Standl. subsp. aequoris: Sie kommt in Mexiko vom westlichen Durango bis nördlichen Nayarit vor. - Diospyros aequoris subsp. balsensis Provance, I.García & A.C.Sanders: Sie wurde 2008 aus dem zentralen und südwestlichen Mexiko erstbeschrieben. - Diospyros aequoris subsp. chutlensis Provance, I.García & A.C.Sanders: Sie wurde 2008 aus dem mexikanischen Bundesstaat Guerrero erstbeschrieben. - Diospyros aequoris subsp. martineziana (Standl. ex Leavenw.) Provance, I.García & A.C.Sanders (Syn.: Diospyros martineziana Standl.): Den Rang einer Unterart hat sie seit 2008. Sie kommt nur mexikanischen Bundesstaat Michoacán vor. - Diospyros aequoris subsp. rekoi (Standl.) Provance, I.García & A.C.Sanders (Syn.: Maba rekoi Standl., Diospyros portus Standl.): Den Rang einer Unterart hat sie seit 2008. Sie kommt nur mexikanischen Bundesstaat Oaxaca vor. - Diospyros aequoris subsp. tehuantepecensis Provance, I.García & A.C.Sanders: Sie wurde 2008 aus dem mexikanischen Bundesstaat Oaxaca erstbeschrieben. - Diospyros affinis Thwaites: Sie kommt im südlichen Indien sowie in Sri Lanka vor. - Diospyros agnitser B.Walln.: Die 2019 erstbeschriebene Art kommt im brasilianischen Bundesstaat Bahia vor. - Diospyros aifatensis Kosterm.: Sie kommt nur im westlichen Neuguinea vor. - Diospyros alatella Kosterm.: Sie kommt im nordwestlichen Borneo vor. - Diospyros albiflora Alston (Syn.: Diospyros embryopteris var. nervosa Thwaites): Sie kommt im südwestlichen Sri Lanka und in Bangladesch vor. - Diospyros alboflavescens (Gürke) F.White: Sie kommt von Kamerun bis zur Zentralafrikanischen Republik vor. - Diospyros alisu B.Walln.: Sie wurde 2005 aus dem mexikanischen Bundesstaat Oaxaca erstbeschrieben. - Diospyros alpina Kosterm.: Sie kommt in Papua-Neuguinea vor. - Diospyros amabi B.Walln.: Sie wurde 2005 aus dem brasilianischen Bundesstaat Bahia erstbeschrieben. - Diospyros amanap B.Walln.: Sie wurde 2005 erstbeschrieben und kommt von Panama bis Kolumbien vor. - Diospyros amaniensis Gürke: Sie kommt vom südöstlichen Kenia bis Tansania vor. - Diospyros amboinensis Bakh.: Sie kommt in Maluku vor. - Diospyros analamerensis H.Perrier: Sie kommt nur im nordwestlichen Madagaskar vor. - Diospyros andamanica (Kurz) Bakh. (Syn.: Diospyros punctata Korth. ex Hiern nom. illeg., Diospyros malayana Bakh., Diospyros tahanensis Bakh., Diospyros trimera H.R.Fletcher, Diospyros longipedunculata Kosterm.): Sie kommt von den Andamanen bis Borneo vor. - Diospyros angulata Poir. (Syn.: Diospyros annonifolia A.DC.): Dieser Endemit kommt nur auf Mauritius vor. - Diospyros anisandra S.F.Blake: Sie kommt vom südöstlichen Mexiko bis ins nordwestliche Guatemala und im südwestlichen Kuba vor. - Diospyros anisocalyx C.Y.Wu: Sie kommt im südlichen-zentralen China vor. - Diospyros anitae F.White: Sie kommt vom südlichen Tansania bis Mosambik vor. - Diospyros ankifiensis H.Perrier: Sie kommt im nördlichen Madagaskar vor. - Diospyros anosivolensis H.Perrier: Sie kommt im östlichen Madagaskar vor. - Diospyros apeibocarpos Raddi: Sie kommt im brasilianischen Bundesstaat Rio de Janeiro vor. - Diospyros apiculata Hiern (Syn.: Diospyros similis Craib, Diospyros tamiriensis Lecomte): Sie ist von Indochina bis zur Malaiischen Halbinsel verbreitet. - Diospyros araripensis Cavalcante: Sie kommt im brasilianischen Bundesstaat Ceará vor. - Diospyros areolata King & Gamble (Syn.: Diospyros bantamensis Koord. & Valeton ex Bakh., Diospyros malam Bakh.): Sie ist von der Thailändischen Halbinsel bis ins westlichen Malesien verbreitet. - Diospyros areolifolia Kosterm.: Sie kommt von Papua-Neuguinea bis ins nördliche Queensland vor. - Diospyros argentea Griff.: Sie kommt von der Malaiischen Halbinsel bis ins westliche Borneo vor. - Diospyros armata Hemsl. (Syn.: Diospyros armata var. pilosa Z.Y.Zhang, Diospyros pilosa (Z.Y.Zhang) C.S.Niu): Sie kommt im südlichen-zentralen China vor. - Diospyros artanthifolia Mart. ex Miq. (Syn.: Diospyros pearcei Hiern, Diospyros peruviana Hiern, Diospyros polyandra Spruce ex Hiern): Sie kommt von Panama bis ins tropische Südamerika vor. - Diospyros arupaj B.Walln.: Sie wurde 2000 aus dem brasilianischen Bundesstaat Amazonas erstbeschrieben. - Diospyros atrata (Thwaites) Alston (Syn.: Diospyros embryopteris var. atrata Thwaites): Dieser Endemit kommt in Sri Lanka nur im Distrikt Kandy vor. - Diospyros atrotricha H.W.Li: Sie kommt im südlichen-zentralen China vor. - Diospyros attenuata Thwaites: Sie kommt im südwestlichen Sri Lanka vor. - Diospyros aurea Teijsm. & Binn. (Syn.: Diospyros jabadii Hiern): Sie kommt von Sumatra bis Java vor. - Diospyros australis (R.Br.) Hiern (Syn.: Diospyros cargillia F.Muell. ex Hiern nom. superfl., Diospyros microcarpa (Jacq.) Gürke nom. illeg.): Sie kommt im östlichen Australien in den Bundesstaaten New South Wales sowie Queensland vor. - Diospyros austro-africana De Winter: Es gibt vier Varietäten im südlichen Afrika: - Diospyros austro-africana De Winter var. austro-africana: (Syn.: Diospyros hirsuta (L.) Desf. nom. illeg., Diospyros pubescens Pers.): Sie kommt im West- sowie Nordkap vor. - Diospyros austro-africana var. microphylla (Burch.) De Winter (Syn.: Diospyros austroafricana subsp. microphylla (Burch.) F.White): Sie kommt in Lesotho und in weiten Gebieten Südafrikas vor. - Diospyros austro-africana var. rubriflora (De Winter) De Winter (Syn.: Diospyros austroafricana subsp. rubriflora (De Winter) F.White): Sie kommt in Lesotho und in den südafrikanischen Provinzen Free State, KwaZulu-Natal sowie Ostkap vor. - Diospyros austro-africana var. rugosa (E.Mey. ex A.DC.) De Winter (Syn.: Diospyros austroafricana subsp. rugosa (E.Mey. ex A.DC.) F.White): Sie kommt nur im Westkap vor. - Diospyros balansae Guillaumin: Sie kommt im östlichen-zentralen und südöstlichen Neukaledonien vor. - Diospyros balfouriana Diels: Sie kommt im südlichen-zentralen China vor. - Diospyros baloen-idjoek Bakh.: Sie kommt nur in Sumatra vor. - Diospyros bambuseti H.R.Fletcher: Sie kommt im südöstlichen Thailand vor. - Diospyros bangkana Bakh.: Sie kommt in Sumatra nur in Bangka vor. - Diospyros bangoiensis Lecomte: Sie kommt im südlichen Vietnam vor. - Diospyros baranensis Lecomte: Sie kommt in Vietnam vor. - Diospyros barberi Ramaswami: Sie kommt im südlichen Indien und auf den Nikobaren vor. - Diospyros baroniana H.Perrier (Syn.: Diospyros gracilipes var. parvifolia Lecomte): Sie kommt im nordwestlichen Madagaskar vor. - Diospyros barteri Hiern (Syn.: Diospyros hirta Gürke ex Hutch. & Dalziel): Sie kommt vom südlichen Ghana bis südlichen Nigeria und in der Republik Kongo vor. - Diospyros batocana Hiern (Syn.: Diospyros xanthocarpa Gürke, Diospyros odorata Hiern ex Greves): Sie kommt von der südlichen Demokratischen Republik Kongo, Angola, Sambia, Simbabwe bis Botswana vor. - Diospyros beccarioides Ng: Sie wurde 2001 erstbeschrieben und kommt Sumatra bis Sulawesi vor. - Diospyros bejaudii Lecomte (Syn.: Diospyros retrofracta Bakh.): Sie kommt von Indochina bis zur Malaiischen Halbinsel vor. - Diospyros bemarivensis H.Perrier: Sie kommt im westlichen Madagaskar vor. - Diospyros benstonei Kosterm.: Sie kommt in Papua-Neuguinea vor. - Diospyros bernieriana (Baill.) H.Perrier (Syn.: Diospyros hildebrandtii Gürke, Diospyros haplostylis var. hildebrandtii (Gürke) H.Perrier): Sie kommt im östlichen Madagaskar vor. - Diospyros bezofensis H.Perrier: Sie kommt im nördlichen Madagaskar vor. - Diospyros bibracteata Bakh.: Sie kommt auf der Malaiischen Halbinsel vor. - Diospyros bipindensis Gürke (Syn.: Diospyros buesgenii Gürke, Diospyros flavovirens Gürke): Sie ist vom tropischen westlichen-zentralen Afrika bis Uganda und nordöstlichen Angola verbreitet. - Diospyros blepharophylla Standl. (Syn.: Diospyros ciliata A.DC. nom. illeg.): Sie kommt im südwestlichen Mexiko vor. - Diospyros blumutensis Ng: Dieser Endemit kommt auf der Malaiischen Halbinsel nur in Johor vor. - Diospyros boala De Wild.: Sie kommt im tropischen westlichen-zentralen Afrika in Kamerun, in der Republik Kongo sowie in der Demokratischen Republik Kongo vor. - Diospyros boinensis (H.Perrier) G.E.Schatz & Lowry (Syn.: Diospyros greveana subsp. boinensis H.Perrier): Sie hat seit 2011 den Rang einer Art und kommt im westlichen Madagaskar vor. - Diospyros boiviniana (Baill.) G.E.Schatz & Lowry (Syn.: Maba seychellarum Hiern, Ebenus seychellarum (Hiern) Kuntze, Diospyros seychellarum (Hiern) Kosterm.): Diesen gültigen Namen hat sie 2011 erhalten und sie kommt auf den Seychellen vor. - Diospyros boivinii Hiern (Syn.: Diospyros lenticellata Baker, Diospyros boivinii var. manongarivensis H.Perrier): Sie kommt im nördlichen Madagaskar vor. - Diospyros bonii Lecomte: Sie kommt im nördlichen Vietnam vor. - Diospyros borbonica I.Richardson: Dieser Endemit kommt nur auf Réunion vor. - Diospyros borneensis Hiern (Syn.: Diospyros tawaensis Merr., Diospyros fecunda H.R.Fletcher): Sie ist vom südlichen Thailand bis zum westlichen Malesien verbreitet. - Diospyros bourdillonii Brandis: Sie kommt im südwestlichen Indien vor. - Diospyros boutoniana A.DC.: Dieser Endemit kommt nur auf Mauritius vor. - Diospyros brainii Ng: Sie wurde 2001 aus Sarawak erstbeschrieben. - Diospyros brandisiana Kurz: Sie kommt im südöstlichen China Yunnan, Myanmar, Thailand, Laos und Vietnam vor. - Diospyros brasiliensis Mart. ex Miq.: Sie kommt in Brasilien von Rio de Janeiro bis Paraná vor. - Diospyros brassica F.White: Dieser Endemit kommt nur im nordwestlichen Neukaledonien vor. - Diospyros brevicalyx Boerl. & Koord.-Schum.: Sie kommt nur in Sumatra vor. - Diospyros brideliifolia Elmer (Syn.: Diospyros lotus var. brideliifolia (Elmer) Ng, Diospyros hypoleuca Elmer): Sie kommt auf den Philippinen vor. - Diospyros britannoborneensis Bakh.: Sie kommt im nördlichen Borneo vor. - Diospyros bullata A.C.Sm.: Sie kommt im nördlichen brasilianischen Bundesstaat Amazonas vor. - Diospyros bumelioides Standl.: Sie kommt vom südöstlichen Mexiko über Belize bis Guatemala vor. - Diospyros burchellii Hiern: Sie ist in Brasilien verbreitet. - Diospyros burmanica Kurz (Syn.: Diospyros octandra Hiern): Sie kommt in Myanmar vor. - Diospyros bussei Gürke (Syn.: Diospyros decipiens Gürke nom. illeg., Diospyros cornii Chiov.): Sie kommt von Somalia über Kenia bis Tansania vor. - Diospyros buxifolia (Blume) Hiern (Syn.: Diospyros microphylla Bedd., Diospyros munda Hiern, Diospyros elegantissima Bakh.): Sie ist im Tropischen Asien verbreitet. - Diospyros cacharensis (Das & P.C.Kanjilal) H.B.Naithani: Dieser Endemit kommt nur in Assam vor. - Diospyros cachimboensis Pires & Cavalcante: Sie kommt im nördlichen brasilianischen Bundesstaat Pará vor. - Diospyros calcicola Merr.: Sie kommt nur auf den philippinischen Calamian-Inseln vor. - Diospyros calciphila F.White: Sie kommt nur auf den zu Neukaledonien gehörenden Loyalitätsinseln und der Île des Pins vor. - Diospyros californica (Brandegee) I.M.Johnst. (Syn.: Diospyros texana var. californica Brandegee, Diospyros californica var. tonsa I.M.Johnst.): Dieser Endemit kommt nur im südlichen Teil des mexikanischen Bundesstaates Baja California Sur vor. - Diospyros caloneura C.Y.Wu: Sie kommt im südlichen-zentralen China vor. - Diospyros calophylla Hiern: Sie kommt im nordöstlichen Madagaskar vor. - Diospyros calycantha O.Schwarz: Sie kommt vom südlichen Neuguinea bis nördlichen Australien vor. - Diospyros cambodiana Lecomte: Sie kommt in Kambodscha vor. - Diospyros campanulata Bakh.: Sie kommt im westlichen Borneo vor. - Diospyros canaliculata De Wild. (Syn.: Diospyros cauliflora De Wild. nom. illeg., Diospyros molundensis Mildbr. nom. nud., Diospyros bequaertii De Wild., Diospyros chlamydocarpa Mildbr., Diospyros kimba-kimba De Wild., Diospyros mayumbensis Exell): Sie ist vom tropischen Westafrika bis nördlichen Angola verbreitet. - Diospyros candolleana Wight (Syn.: Diospyros arnottiana Miq. ex Thwaites, Diospyros oligandra Bedd., Diospyros canarica Bedd.): Sie kommt im südlichen Indien vor. - Diospyros capreifolia Mart. ex Hiern (Syn.: Diospyros mellinonii (Hiern) A.C.Sm.): Sie ist im tropischen Südamerika weitverbreitet. - Diospyros capricornuta F.White: Sie kommt in Tansania vor. - Diospyros carbonaria Benoist (Syn.: Diospyros duckei Sandwith, Diospyros capimnensis Pires & Cavalcante): Sie kommt von Französisch-Guayana bis ins nördliche Brasilien vor. - Diospyros caribaea (A.DC.) Standl.: Sie kommt auf Kuba und in Haiti vor. - Diospyros carpinifolia (Ridl.) Bakh.: Sie kommt von der Malaiischen Halbinsel bis Sumatra vor. - Diospyros castanea (Craib) H.R.Fletcher (Syn.: Diospyros bracteata H.R.Fletcher nom. illeg.): Sie kommt in Indochina vor. - Diospyros cathayensis Steward (Syn.: Diospyros sinensis Hemsl. nom. illeg., Diospyros armata var. sinensis (Hemsl.) Z.Y.Zhang, Diospyros foochowensis F.P.Metcalf & H.Y.Chen, Diospyros cathayensis var. foochowensis (F.P.Metcalf & H.Y.Chen) S.K.Lee): Sie gedeiht in Höhenlagen von 600 bis 1500 Metern in den chinesischen Provinzen südliches Anhui, Fujian, Guangxi, Guizhou, westliches Hubei, Hunan, zentrales und östliches Sichuan sowie im nordöstlichen Yunnan vor. - Diospyros caudisepala Bakh. (Syn.: Diospyros densa Bakh.): Sie kommt in Sumatra sowie Borneo vor. - Diospyros cauliflora Blume (Syn.: Diospyros perforata Hiern, Diospyros pergamena Hiern, Diospyros zollingeri Hiern, Diospyros caliginosa Ridl., Diospyros treubii Hochr., Diospyros trunciflora Ridl., Diospyros fasciculiflora Merr., Diospyros urdanetensis Elmer, Diospyros pulgarensis (Elmer) Merr., Diospyros refracta Hiern, Diospyros faucium Lecomte): Sie ist von Indochina bis Malesien verbreitet. - Diospyros cauligera F.White: Sie kommt vom südlichen Venezuela bis zum nördlichen Brasilien vor. - Diospyros cavalcantei Sothers: Sie wurde 2000 erstbeschrieben. Sie kommt vom nördlichen Südamerika bis zum nördlichen Brasilien vor. - Diospyros cayennensis A.DC. (Syn.: Diospyros ierensis Britton): Sie ist von der Insel Trinidad bis ins tropische Südamerika verbreitet. - Diospyros celebica Bakh.: Sie kommt in Sulawesi vor. - Diospyros chaetocarpa Kosterm.: Dieser Endemit kommt im südwestlichen Sri Lanka vor. - Diospyros chamaethamnus Mildbr.: Sie kommt von Sambia, Angola, Botswana bis ins nordöstliche Namibia vor. - Diospyros chartacea Wall. ex A.DC.: Sie kommt in Myanmar vor. - Diospyros cherrieri F.White: Dieser Endemit kommt nur im nordwestlichen Neukaledonien vor. - Diospyros chevalieri De Wild. (Syn.: Diospyros macrophylla A.Chev. nom. illeg., Diospyros linderi Hutch. & Dalziel ex G.P.Cooper & Record): Sie ist im tropischen Westafrika verbreitet. - Diospyros chloroxylon Roxb. (Syn.: Diospyros tomentosa Poir., Diospyros insculpta Buch.-Ham., Diospyros capitulata Wight, Diospyros chloroxylon var. cupulosa V.Singh): Sie kommt im zentralen sowie südlichen Indien und in Bangladesch vor. - Diospyros choboensis Lecomte: Sie kommt im nördlichen Vietnam vor. - Diospyros christophersenii Fosberg (Syn.: Diospyros ferrea var. samoensis (Hiern) Bakh.): Dieser Endemit kommt nur in Samoa vor. - Diospyros chrysocarpa F.White: Sie kommt in der Demokratischen Republik Kongo vor. - Diospyros chrysophyllos Poir.: Dieser Endemit kommt nur im südlichen Mauritius vor. - Diospyros chunii F.P.Metcalf & H.Y.Chen: Sie kommt nur in Hainan vor. - Diospyros cinnabarina (Gürke) F.White (Syn.: Diospyros bicolor H.J.P.Winkl. nom. illeg., Diospyros winkleri Gürke, Diospyros hylobia Gürke, Diospyros subcanescens Gürke, Diospyros simulans F.White): Sie ist von Nigeria bis zum tropischen westlichen-zentralen Afrika verbreitet. - Diospyros cinnamomoides H.Perrier: Sie kommt in Madagaskar vor. - Diospyros clementium Bakh.: Sie kommt in Borneo vor. - Diospyros clusiifolia (Hiern) G.E.Schatz & Lowry: Sie kommt in Madagaskar vor. - Diospyros coaetanea H.R.Fletcher: Sie kommt in Thailand vor. - Diospyros coccolobifolia Mart. ex Miq.: Sie kommt im westlichen-zentralen sowie östlichen Brasilien vor. - Diospyros collinsiae Craib: Sie kommt in Thailand vor. - Diospyros comorensis Hiern: Dieser Endemit kommt auf den Komoren nur auf der Insel Mayotte vor. - Diospyros compacta (R.Br.) Kosterm. (Syn.: Diospyros ferrea var. compacta (R.Br.) Fosberg, Diospyros ferrea var. reticulata (R.Br.) Bakh.): Sie kommt in Australien im nördlichen Northern Territory und im nördlichen sowie östlichen Queensland vor. - Diospyros confertiflora (Hiern) Bakh.: Sie kommt von der Thailändischen Halbinsel bis zur Malaiischen Halbinsel vor. - Diospyros conformis Bakh.: Sie kommt auf der Malaiischen Halbinsel nur in Perak vor. - Diospyros conifera H.Perrier: Dieser Endemit kommt in Madagaskar nur in Nosy Bé vor. - Diospyros conocarpa Gürke (Syn.: Diospyros staudtii Gürke, Diospyros setigera Mildbr. nom. nud.): Sie ist von Nigeria bis zum tropischen westlichen-zentralen Afrika verbreitet. - Diospyros consanguinea Merr.: Sie kommt in Borneo vor. - Diospyros consolatae Chiov. (Syn.: Diospyros vaughaniae Dunkley): Sie kommt von Somalia, über Kenia und Tansania bis Mosambik vor. - Diospyros conzattii Standl. (Syn.: Diospyros pergamentacea Lundell, Diospyros riojae Gómez Pompa, Diospyros costaricensis Provance & A.C.Sanders, Diospyros gomeziorum Provance & A.C.Sanders, Diospyros tuxtlensis Provance & A.C.Sanders): Sie kommt in Mexiko und im westlichen Costa Rica vor. - Diospyros cooperi (Hutch. & Dalziel) F.White (Syn.: Diospyros gavii (Aubrév. & Pellegr.) F.White): Sie ist im tropischen Westafrika verbreitet. - Diospyros corallina Chun & H.Y.Chen: Sie kommt in Hainan vor. - Diospyros cordata (Hiern) Bakh.: Sie kommt in Borneo vor. - Diospyros cordato-oblonga Kosterm.: Sie kommt in Papua-Neuguinea vor. - Diospyros coriacea Hiern: Sie kommt in Singapur sowie Borneo vor. - Diospyros coursiana H.Perrier: Sie kommt im östlichen-zentralen Madagaskar vor. - Diospyros crassiflora Hiern (Syn.: Diospyros ampullacea Gürke, Diospyros incarnata Gürke, Diospyros evila Pierre ex A.Chev.): Sie ist vom südlichen Nigeria bis zum tropischen westlichen-zentralen Afrika verbreitet. - Diospyros crassinervis (Krug & Urb.) Standl.: Es gibt drei Unterarten auf karibischen Inseln: - Diospyros crassinervis (Krug & Urb.) Standl. subsp. crassinervis (Syn.: Diospyros acunae Bisse): Sie kommt auf den Bahamas, im zentralen sowie östlichen Kuba und in Haiti vor. - Diospyros crassinervis subsp. kubal B.Walln.: Sie wurde 2007 aus dem westlichen Kuba erstbeschrieben. - Diospyros crassinervis subsp. urbaniana (Leonard) Alain: Sie kommt auf Hispaniola vor. - Diospyros crebripilis Kosterm.: Sie kommt in Papua-Neuguinea vor. - Diospyros crockerensis Ng: Sie wurde 2001 erstbeschrieben. Sie kommt auf Borneo in Sabah sowie Sarawak vor. - Diospyros crumenata Thwaites: Sie kommt im südlichen Indien, auf Sri Lanka, auf den Andamanen und den Nicobaren vor. - Diospyros cupulifera H.Perrier: Sie kommt im südwestlichen Madagaskar vor. - Diospyros curranii Merr.: Es gibt zwei Unterarten: - Diospyros curranii Merr. var. curranii (Syn.: Diospyros reticulata Elmer nom. illeg., Diospyros sibuyanensis Elmer, Diospyros viridifolia Elmer, Diospyros curraniopsis Bakh., Diospyros subviridis H.R.Fletcher): Sie ist von Indochina über das westliche Malesien bis zu den Philippinen verbreitet. - Diospyros curranii var. kalimantanensis Ng: Sie wurde 2001 aus Kalimantan erstbeschrieben. - Diospyros daemona Bakh.: Sie kommt auf der Malaiischen Halbinsel vor. - Diospyros dalyom B.Walln.: Sie wurde 2003 erstbeschrieben. Sie kommt vom brasilianischen Bundesstaat Acre bis Bolivien vor. - Diospyros danguyana H.Perrier: Sie kommt im südwestlichen Madagaskar vor. - Diospyros danxiaensis (R.H.Miao & W.Q.Liu) Y.H.Tong & N.H.Xia: Die 2019 erstbeschriebene Art kommt in der chinesischen Provinz Guangdong vor. - Diospyros dasyphylla Kurz (Syn.: Diospyros magnifica Lecomte): Sie kommt von Assam über Myanmar und Thailand bis Laos sowie Vietnam vor. - Diospyros decandra Lour. (Syn.: Diospyros packmannii C.B.Clarke): Sie kommt von Indochina bis ins südliche-zentrale China vor. - Diospyros decaryana H.Perrier: Sie kommt im südöstlichen Madagaskar vor. - Diospyros decaryoides G.E.Schatz & Lowry: Die 2018 erstbeschriebene Art kommt in Madagaskar vor. - Diospyros defectrix H.R.Fletcher (Syn.: Diospyros rubra Lecomte nom. illeg., Diospyros monosperma H.R.Fletcher, Diospyros saxosa H.R.Fletcher): Sie kommt von Indochina bis ins südliche-zentrale China vor. - Diospyros dendo Welw. ex Hiern (Syn.: Diospyros atropurpurea Gürke, Diospyros flavescens Gürke, Diospyros mimfiensis Gürke, Diospyros nyangensis Pellegr., Diospyros coccinea Gürke ex De Wild., Diospyros temvoensis De Wild.): von Nigeria über die Demokratische Republik Kongo und Gabun bis ins nördliche Angola vor. - Diospyros densiflora Wall. ex G.Don: Sie kommt von Bangladesch bis Myanmar vor. - Diospyros dichroa Sandwith: Sie kommt vom nördlichen Südamerika bis ins nördliche Brasilien vor. - Diospyros dichrophylla (Gand.) De Winter: Sie kommt von Mosambik bis ins südliche Afrika mit Eswatini und den südafrikanischen Provinzen KwaZulu-Natal, Limpopo, West- sowie Ostkap vor. - Diospyros dicorypheoides H.Perrier: Sie kommt in Madagaskar vor. - Diospyros dictyoneura Hiern (Syn.: Diospyros brachiata King & Gamble): Sie kommt von Indochina bis ins westliche Malesien vor. - Diospyros diepenhorstii Miq. (Syn.: Diospyros copelandii Merr., Diospyros pyrifera Ridl., Diospyros juppii Merr.): Sie kommt von der Thailändischen Halbinsel über das westliche Malesien bis zu den Philippinen vor. - Diospyros dinhensis T.H.Nguyên: Sie kommt in Vietnam vor. - Diospyros discocalyx Merr.: Sie kommt im nördliche Borneo vor. - Diospyros discolor Willd. (Syn.: Embryopteris discolor (Willd.) G.Don nom. superfl., Diospyros mabolo Roxb. ex J.V.Thomps. nom. superfl., Diospyros philippensis (Desr.) Gürke nom. illeg., Cavanillea mabolo Poir., Diospyros mabolo (Poir.) Roxb. ex Lindl. nom. illeg., Mabola edulis Raf., Diospyros blancoi A.DC., Diospyros malacapai A.DC., Diospyros utilis Hemsl., Diospyros merrillii Elmer, Diospyros durionoides Bakh.): Sie kommt im östlichen und südlichen Taiwan sowie im östlichen Borneo vor. - Diospyros diversifolia Hiern: Dieser Endemit kommt nur auf der Insel Rodrigues vor. - Diospyros diversilimba Merr. & Chun (Syn.: Diospyros cordifolia var. glabrifolia Merr.): Sie kommt in Hainan vor. - Diospyros dodecandra Lour.: Sie kommt in Vietnam vor. - Diospyros dolmen B.Walln.: Sie wurde 2005 aus Peru erstbeschrieben. - Diospyros domarkind B.Walln.: Sie wurde 1999 aus Kolumbien erstbeschrieben. - Diospyros domingensis (Urb.) Alain: Es gibt seit 2014 zwei Unterarten auf Hispaniola: - Diospyros domingensis (Urb.) Alain subsp. domingensis (Syn.: Diospyros leonardii (Urb. & Ekman) Alain): Sie kommt auf Hispaniola vor. - Diospyros domingensis subsp. oxycarpa (Urb.) B.Walln. (Syn.: Maba oxycarpa Urb., Diospyros oxycarpa (Urb.) Alain): Sie hat seit 2014 den Rang einer Unterart. Sie ist ein Endemit im nordwestlichen Haiti. - Diospyros duartei Cavalcante: Sie kommt nur im brasilianischen Bundesstaat Espírito Santo vor. - Diospyros dumetorum W.W.Sm. (Syn.: Diospyros esquirolii H.Lév., Diospyros mairei H.Lév., Diospyros mollifolia Rehder, Diospyros striata H.R.Fletcher): Sie kommt im südlichen-zentralen China und nördlichen Thailand vor. - Diospyros dussaudii Lecomte: Sie kommt in Laos vor. - Diospyros ebenifera (H.Perrier) G.E.Schatz & Lowry (Syn.: Tetraclis ebenifera H.Perrier): Dieser Name gilt seit 2011. Die Art kommt in Madagaskar vor. - Echter Ebenholzbaum (Diospyros ebenum J.Koenig ex Retz., Syn.: Diospyros glaberrima Rottler, Diospyros melanoxylon Willd. nom. illeg., Diospyros membranacea A.DC., Diospyros reticulata var. timoriana A.DC., Diospyros timoriana (A.DC.) Miq., Diospyros laurifolia A.Rich., Diospyros assimilis Bedd.): Sein ursprüngliches Verbreitungsgebiet reicht vom südlichen Indien über Sri Lanka bis zu den Andamanen und Nicobaren. Er wird in den Tropen als Lieferant von Ebenholz angebaut. - Diospyros eburnea Bakh.: Sie kommt nur im nördlichen Sulawesi vor. - Diospyros egleri Pires & Cavalcante: Sie kommt von Kolumbien bis ins nördliche Brasilien und nördliche Bolivien vor. - Diospyros egrettarum I.Richardson (Syn.: Diospyros reticulata Sieber ex A.DC.): Dieser Endemit kommt nur auf Mauritius vor. - Diospyros ehretioides Wall. ex G.Don (Syn.: Diospyros harmandii Lecomte, Diospyros putii H.R.Fletcher): Sie ist vom südlichen-zentralen China bis Indochina verbreitet. - Diospyros ekodul B.Walln.: Sie wurde 1999 aus Ecuador erstbeschrieben. - Diospyros elegans C.B.Clarke (Syn.: Diospyros stricta Hiern nom. illeg.): Sie kommt in Assam und Bangladesch vor. - Diospyros elephasii Lecomte: Sie kommt in Kambodscha vor. - Diospyros elliotii (Hiern) F.White: Sie ist vom tropischen Westafrika bis zur Zentralafrikanischen Republik verbreitet. - Diospyros ellipsoidea King & Gamble: Sie kommt auf der Malaiischen Halbinsel vor. - Diospyros elliptifolia Merr. (Syn.: Diospyros kinabaluensis (Bakh.) Kosterm.): Sie kommt von Sumatra bis zu den Philippinen vor. - Diospyros enervis (H.Perrier) G.E.Schatz & Lowry (Syn.: Maba enervis H.Perrier): Die Neukombination erfolgte 2011. Die Art kommt im westlichen Madagaskar vor. - Diospyros eriantha Champ. ex Benth. (Syn.: Diospyros teysmannii Miq., Diospyros velascoi Merr., Diospyros eriantha var. velascoi (Merr.) Bakh.): Sie ist im tropischen bis subtropischen Asien verbreitet. - Diospyros erinacea (H.Perrier) G.E.Schatz & Lowry (Syn.: Maba erinacea H.Perrier): Die Neukombination erfolgte 2011. Die Art kommt im östlichen Madagaskar vor. - Diospyros erudita F.White: Dieser Endemit kommt nur im westlichen-zentralen Neukaledonien vor. - Diospyros erythrosperma H.Perrier (Syn.: Diospyros vescoi var. mandrarensis H.Perrier): Sie kommt im südwestlichen Madagaskar vor. - Diospyros esmereg B.Walln.: Sie wurde 1999 aus Ecuador erstbeschrieben. - Diospyros eucalyptifolia Bakh.: Sie kommt im südöstlichen Borneo vor. - Diospyros euphlehia Merr.: Sie kommt in Borneo vor. - Diospyros evena Bakh.: Sie kommt in Borneo und Sumatra nur in Belitung vor. - Diospyros everettii Merr.: Sie kommt auf Borneo und auf den Philippinen vor. - Diospyros exculpta Buch.-Ham. (Syn.: Diospyros tomentosa Roxb.): Sie kommt in Indien und Bangladesch vor. - Diospyros fanjingshanica S.K.Lee: Sie kommt in der chinesischen Provinz Guizhou vor. - Diospyros fasciculosa (F.Muell.) F.Muell. (Syn.: Diospyros ruminata (Hiern) Bakh.): Sie kommt im östlichen Java, nördlichen sowie östlichen Queensland sowie nordöstlichen New South Wales und auf Inseln des südwestlichen Pazifik vor. - Diospyros fastidiosa F.White: Dieser Endemit kommt nur auf dem Mt. Aoupinié in Neukaledonien vor. - Diospyros feliciana Letouzey & F.White: Sie kommt in Guinea vor. - Diospyros fenal B.Walln.: Sie kommt von Kolumbien bis Venezuela vor. - Diospyros fengchangensis S.Y.Lu: Sie kommt in Taiwan vor. - Diospyros fengii C.Y.Wu: Sie kommt im südlichen-zentralen China vor. - Diospyros ferox Bakh.: Sie kommt nur in Sarawak vor. - Diospyros ferrea (Willd.) Bakh. (Syn.: Diospyros vera (Lour.) A.Chev. non E.W.Berry (Fossilname), Diospyros angustifolia (Miq.) Kosterm. nom. illeg., Diospyros nigrescens (Dalzell) C.J.Saldanha, Diospyros salomonensis (Bakh.) Kosterm., Diospyros ferrea var. guineensis (Schumach. & Thonn.) Bakh., Diospyros ferrea var. madagascariensis (A.DC.) Bakh., Diospyros ferrea var. angustifolia (Miq.) Bakh., Diospyros ferrea var. lamponga (Miq.) Bakh., Diospyros ferrea var. aroeensis Bakh., Diospyros ferrea var. buxifolia (Rottb.) Bakh., Diospyros ferrea var. salomonensis Bakh., Diospyros ferrea var. buxoides Bakh., Diospyros ferrea var. ellipsoidea Bakh., Diospyros ferrea var. indonesica Bakh., Diospyros egbert-walkeri Kosterm.): Sie ist vom tropischen Afrika bis zum südwestlichen Pazifikraum weitverbreitet. - Diospyros ferruginescens Bakh.: Es gibt seit 2001 zwei Varietäten auf Borneo. - Diospyros ferruginescens Bakh. var. ferruginescens: Sie kommt im südöstlichen Borneo vor. - Diospyros ferruginescens var. rufotomentosa Ng: Sie wurde 2001 aus Borneo erstbeschrieben. - Diospyros filipendula Pierre ex Lecomte: Sie ist von Indochina bis zur Malaiischen Halbinsel verbreitet. - Diospyros filipes H.Perrier: Sie kommt im östlichen Madagaskar vor. - Diospyros fischeri Gürke: Sie kommt in Tansania vor. - Diospyros flavocarpa (Vieill. ex P.Parm.) F.White: Sie kommt im nördlichen Neukaledonien vor. - Diospyros fleuryana A.Chev. ex Lecomte: Sie kommt im südlichen Vietnam vor. - Diospyros foliolosa Wall. ex A.DC.: Sie kommt in Indien vor. - Diospyros foliosa (Rich. ex A.Gray) Bakh. (Syn.: Diospyros elliptica (J.R.Forst. & G.Forst.) P.S.Green non Knowltom (Fossilname), Diospyros ellipticifolia Bakh. nom. superfl., Diospyros major var. elliptica (J.R.Forst. & G.Forst.) Bakh., Diospyros foliosa var. elliptica (J.R.Forst. & G.Forst.) Dorr, Diospyros ferrea var. savaiiensis (Christoph.) Fosberg, Diospyros foliosa var. savaiiensis (Christoph.) Dorr, Diospyros foliosa var. iridea (Fosberg) Dorr, Diospyros foliosa var. fijiensis (Bakh.) Dorr, Diospyros foliosa var. fructuosa (A.C.Sm.) Dorr, Diospyros foliosa var. opaca (A.C.Sm.) Dorr): Sie kommt im zentralen Malesien und auf Inseln des westlichen Pazifik vor. - Diospyros forbesii Bakh.: Sie kommt in Borneo vor. - Diospyros forrestii J.Anthony: Sie kommt im südlichen-zentralen China vor. - Diospyros foxworthyi Bakh. (Syn.: Diospyros levigata Bakh., Diospyros cylindrocarpa Kosterm.): Sie kommt Malaiischen Halbinsel und in Borneo vor. - Diospyros fragrans Gürke: Sie ist im tropischen westlichen Zentralafrika verbreitet. - Diospyros froesii Cavalcante: Sie kommt im brasilianischen Bundesstaat Amazonas vor. - Diospyros frutescens Blume (Syn.: Diospyros kuhlii Zoll., Diospyros curtisii King & Gamble, Diospyros kunstleri King & Gamble, Diospyros frutescens var. kunstleri (King & Gamble) Bakh., Diospyros cymosa Ridl., Diospyros globulifera Hiern, Diospyros roi Lecomte, Diospyros atra Merr.): Sie kommt von Thailand bis zum westlichen sowie zentralen Malesien vor. - Diospyros fulvopilosa H.R.Fletcher: Sie kommt im südöstlichen Thailand sowie auf der Thailändischen Halbinsel vor. - Diospyros fuscovelutina Baker: Sie kommt im östlichen Madagaskar vor. - Diospyros fusicarpa Bakh.: Sie kommt in Neuguinea vor. - Diospyros fusiformis Kosterm.: Sie kommt im nördlichen Borneo vor. - Diospyros gabunensis Gürke (Syn.: Diospyros castaneifolia A.Chev., Diospyros gilgiana Gürke, Diospyros mamiacensis Gürke, Diospyros megaphylla Gürke, Diospyros lujae De Wild., Diospyros deltoidea F.White): Sie ist im tropischen Afrika weitverbreitet. - Diospyros gallo B.Walln.: Sie kommt vom südöstlichen Kolumbien bis Venezuela vor. - Diospyros galpinii (Hiern) De Winter: Sie kommt im südlichen Afrika vor, beispielsweise in den südafrikanischen Provinzen KwaZulu-Natal sowie Mpumalanga. - Diospyros gambleana Bakh.: Sie kommt auf der Malaiischen Halbinsel nur in Perak vor. - Diospyros gaultheriifolia Mart. ex Miq.: Sie kommt im nordöstlichen Brasilien vor. - Diospyros geayana (H.Perrier) G.E.Schatz & Lowry (Syn.: Diospyros pruinosa var. geayana H.Perrier): Sie hat 2011 den Rang einer Art erhalten. Sie kommt nur im südöstlichen Madagaskar vor. - Diospyros geminata (R.Br.) F.Muell. (Syn.: Diospyros ferrea var. geminata (R.Br.) Bakh.): Sie kommt im südlichen Papua-Neuguinea und im nördlichen sowie östlichen Queensland vor. - Diospyros ghatensis B.R.Ramesh & D.De Franceschi: Sie kommt im südlichen Indien vor. - Diospyros gigantocarpa Kosterm.: Sie kommt in Borneo vor. - Diospyros gillespiei (Fosberg) Kosterm. (Syn.: Diospyros ferrea var. gillespiei Fosberg): Es gibt zwei Varietäten auf den Fiji-Inseln: - Diospyros gillespiei (Fosberg) Kosterm. var. gillespiei (Syn.: Diospyros ferrea var. subimpressa Fosberg): Sie kommt in Fiji vor. - Diospyros gillespiei var. nandarivatensis (Gillespie) A.C.Sm. (Syn.: Diospyros ferrea var. nandarivatensis (Gillespie) Fosberg): Dieser Endemit kommt nur im nördlichen Teil von Viti Levu vor. - Diospyros gilletii De Wild. (Syn.: Diospyros potamophila Mildbr.): Sie kommt im tropischen westlichen-zentralen Afrika vor. - Diospyros gillisonii Kosterm.: Sie kommt in Papua-Neuguinea vor. - Diospyros glabra (L.) De Winter: Sie kommt in den südafrikanischen Provinzen Nord- sowie Westkap vor. - Diospyros glabrata (Warb.) Kosterm. (Syn.: Diospyros ellipticifolia var. glabrata (Warb.) Bakh.): Sie kommt in Papuasien vor. - Diospyros glandulifera De Winter: Sie kommt nur in KwaZulu-Natal vor. - Diospyros glandulosa Lace: Sie kommt in Assam, Myanmar, Thailand sowie Laos vor. - Diospyros glans F.White: Sie kommt im südöstlichen Neukaledonien vor. - Diospyros glaucophylla Bakh.: Sie kommt in Sumatra vor. - Diospyros glomerata Spruce ex Hiern: Sie kommt in Kolumbien und im brasilianischen Bundesstaat Amazonas vor. - Diospyros goudotii Hiern: Sie kommt in Kolumbien vor. - Diospyros gracilescens Gürke (Syn.: Diospyros nigerica F.White): Sie kommt vom südlichen Nigeria bis Gabun und Kamerun vor. - Diospyros gracilipes Hiern (Syn.: Diospyros gracilipes var. lecomtei H.Perrier): Sie kommt im nördlichen sowie östlichen Madagaskar vor. - Diospyros gracilis H.R.Fletcher: Sie kommt in Thailand vor. - Diospyros granitica Jessup: Sie kommt in Queensland vor. - Diospyros greenwayi F.White: Sie kommt im südöstlichen Kenia und Tansania vor. - Diospyros greshoffiana Koord. ex Bakh.: Sie kommt nur in Sulawesi vor. - Diospyros greveana H.Perrier: Sie kommt im südwestlichen Madagaskar vor. - Diospyros grex F.White: Sie kommt in der Demokratischen Republik Kongo vor. - Diospyros grisebachii (Hiern) Standl.: Sie kommt in Kuba vor. - Diospyros guatterioides A.C.Sm.: Sie kommt im nördlichen Brasilien vor. - Diospyros guianensis (Aubl.) Gürke (Syn.: Diospyros paralea Steud. nom. superfl.): Es gibt zwei Unterarten: - Diospyros guianensis subsp. akaraiensis (A.C.Sm.) F.White (Syn.: Diospyros akaraiensis A.C.Sm.): Sie kommt in nördlichen brasilianischen Bundesstaat Pará vor. - Diospyros guianensis (Aubl.) Gürke subsp. guianensis (Syn.: Diospyros ferruginea Splitg. ex de Vriese): Sie kommt vom nördlichen Südamerika bis ins nördliche Brasilien vor. - Diospyros hackenbergii Diels: Sie kommt in Borneo vor. - Diospyros hainanensis Merr.: Sie kommt in Hainan vor. - Diospyros haivanensis T.H.Nguyên: Sie kommt in Vietnam vor. - Diospyros halesioides Griseb.: Sie kommt in Kuba vor. - Diospyros hallieri Bakh.: Sie kommt in Borneo vor. - Diospyros haplostylis Boivin ex Hiern (Syn.: Diospyros haplostylis var. orientalis H.Perrier, Diospyros onivensis H.Perrier, Diospyros rubrolanata H.Perrier, Diospyros viguieriana H.Perrier): Sie kommt in Madagaskar vor. - Diospyros hasseltii Zoll. (Syn.: Diospyros horsfieldii Hiern): Sie ist in Indochina und im westlichen Malesien verbreitet. - Diospyros hassleri Hiern: Sie kommt in Paraguay und im argentinischen Misiones vor. - Diospyros havilandii Bakh.: Sie kommt nur in Sarawak vor. - Diospyros hayatae Lecomte: Sie kommt in Laos und Vietnam vor. - Diospyros hazomainty H.Perrier: Dieser Endemit ist nur von seinem Typusstandort in Madagaskars Provinz Toamasina bekannt. - Diospyros hebecarpa A.Cunn. ex Benth. (Syn.: Diospyros pellucida Hiern, Diospyros alvarezii Merr.): Sie kommt vom zentralen Malesien bis Australien und Neukaledonien vor. - Diospyros heishi Govaerts: Die 2018 erstbeschriebene Art kommt im südwestlichen Hainan, in Vietnam und auf den Philippinen vor. - Diospyros hemicycloides (F.Muell. ex Benth.) Jessup (Syn.: Maba hemicycloides F.Muell. ex Benth., Ebenus hemicyclodes (F.Muell. ex Benth.) Kuntze): Diese Neukombination erfolgte 2014. Dieser Endemit kommt nur im nordöstlichen Queensland vor. - Diospyros hemiteles I.Richardson: Dieser Endemit kommt nur in Mauritius vor. - Diospyros hequetiae G.E.Schatz, Lowry & Fleurot: Die 2018 erstbeschriebene Art kommt in Neukaledonien vor. - Diospyros heterosepala H.Perrier: Dieser Endemit ist nur von seinem Typusstandort von der nördlich Madagaskars gelegenen Insel Nosy Bé, die zur Provinz Antsiranana gehört, bekannt. - Diospyros heterotricha (Welw. ex Hiern) F.White (Syn.: Diospyros loureiroana var. heterotricha Welw. ex Hiern): Sie kommt in der Republik Kongo, der Demokratische Republik Kongo sowie in Angola vor. - Diospyros heudelotii Hiern (Syn.: Diospyros ferrea var. lancea (Hiern) Bakh., Diospyros guineensis A.Chev.): Sie ist im tropischen Westafrika verbreitet. - Diospyros hexamera C.Y.Wu: Sie kommt im südlichen-zentralen China vor. - Diospyros hierniana (King & Gamble) Bakh.: Sie kommt auf der Malaiischen Halbinsel vor. - Diospyros hilairei (Hiern) Cavalcante: Sie kommt im brasilianischen Bundesstaat Espírito Santo vor. - Diospyros hillebrandii (Seem.) Fosberg (Syn.: Diospyros ferrea var. hillebrandii (Seem.) Bakh.): Sie kommt nur auf den hawaiianischen Inseln Kauai sowie Oahu vor. - Diospyros hirsuta L. f.: Dieser Endemit kommt nur im südwestlichen Sri Lanka vor. - Diospyros hispida A.DC. (Syn.: Diospyros hispida var. camporum Warm.): Sie kommt in Brasilien, Bolivien und Paraguay vor. - Diospyros holeana B.L.Gupta & P.C.Kanjilal: Sie kommt nur in Nepal vor. - Diospyros holttumii Bakh.: Sie kommt auf der Malaiischen Halbinsel vor. - Diospyros howii Merr. & Chun (Syn.: Diospyros changii R.H.Miao): Sie kommt nur in Hainan vor. - Diospyros hoyleana F.White: Es gibt zwei Unterarten: - Diospyros hoyleana subsp. angustifolia F.White: Sie kommt in der Demokratischen Republik Kongo vor. - Diospyros hoyleana F.White subsp. hoyleana: Sie kommt im tropischen Afrika vom südöstlichen Nigeria bis Sambia und Angola vor. - Diospyros humbertiana H.Perrier: Dieser Endemit kommt im südwestlichen Madagaskar nur in der Provinz Toliara vor. - Diospyros humilis (R.Br.) F.Muell. (Syn.: Diospyros ferrea var. humilis (R.Br.) Bakh.): Sie kommt auf Timor, Neuguinea und im nördlichen sowie nordöstlichen Australien vor. - Diospyros implexicalyx H.Perrier: Sie kommt im südwestlichen Madagaskar vor. Sie ist nur von vier Fundorten bekannt. - Diospyros impolita F.White: Dieser Endemit kommt nur im zentralen Neukaledonien vor. - Diospyros impressa Dunn & R.S.Williams: Sie kommt in Myanmar vor. - Diospyros inconstans Jacq. (Syn.: Diospyros berteroi A.DC., Diospyros obtusifolia Bertero ex A.DC., Diospyros anzoateguiensis Steyerm.): Sie ist im tropischen Südamerika weitverbreitet. Es gibt seit 2015 fünf Unterarten: - Diospyros inconstans subsp. darienk B.Walln.: Sie wurde 2015 erstbeschrieben kommt und in Panama sowie Kolumbien vor. - Diospyros inconstans subsp. delgadoi (Standl.) B.Walln. (Syn.: Diospyros delgadoi Standl.): Den Rang einer Unterart hat sie seit 2015. Sie kommt von den venezolanischen Antillen bis zum nordwestlichen Venezuela vor. - Diospyros inconstans Jacq. subsp. inconstans: Sie kommt auf den Inseln Martinique sowie Trinidad und von Venezuela bis ins nördliche Kolumbien vor. - Diospyros inconstans subsp. obovata (Mart. ex Miq.) B.Walln. (Syn.: Macreightia obovata Mart. ex Miq., Maba inconstans var. obovata (Mart. ex Miq.) Hiern): Den Rang einer Unterart hat sie seit 2015. Sie ist in Paraguay sowie Uruguay und vom zentralen sowie östlichen Brasilien bis ins nordöstliche Argentinien verbreitet. - Diospyros inconstans subsp. psidioides (Kunth) B.Walln. (Syn.: Diospyros conduplicata Kunth, Diospyros psidioides Kunth, Diospyros pavonii (A.DC.) J.F.Macbr., Diospyros velutina Hiern, Diospyros boliviana Rusby, Diospyros acreana Cavalcante): Den Rang einer Unterart hat sie seit 2015. Sie ist vom westlichen Südamerika bis zum westlichen sowie nördlichen-zentralen Brasilien verbreitet. - Diospyros inexplorata F.White: Dieser Endemit kommt nur auf der zu Neukaledonien gehörenden Insel L’Île Nou vor. - Diospyros inflata Merr. & Chun: Sie kommt in Hainan vor. - Diospyros inhacaensis F.White: Sie kommt in Mosambik und KwaZulu-Natal vor. - Diospyros insidiosa Bakh.: Sie kommt von der Thailändischen Halbinsel bis Sumatra vor. - Diospyros insignis Thwaites (Syn.: Diospyros insignis var. parvifolia Kosterm.): Sie kommt vom südlichen Indien über Sri Lanka bis zu denAndamanen vor. - Diospyros insularis Bakh.: Sie kommt im Bismarck-Archipel und auf den Salomonen vor. - Diospyros intricata (A.Gray) Standl.: Dieser Endemit kommt nur im südlichen Teil des mexikanischen Bundesstaates Baja California Sur vor. - Diospyros ismailii Ng: Sie kommt auf der Malaiischen Halbinsel vor. - Diospyros iturensis (Gürke) Letouzey & F.White (Syn.: Diospyros insculpta Hutch. & Dalziel nom. illeg.): Sie kommt im tropischen Afrika von Nigeria bis zum nordöstlichen Angola vor. - Diospyros janeirensis Sandwith: Sie kommt im südöstlichen Brasilien vor. - Diospyros janowskyi Bakh.: Sie kommt im westlichen Neuguinea vor. - Diospyros japonica Siebold & Zucc. (Syn.: Diospyros kaki var. glabra A.DC., Diospyros lotus var. glabra (A.DC.) Makino, Diospyros microcarpa Siebold nom. nud., Diospyros pseudolotus Naudin, Diospyros kuroiwae Nakai, Diospyros sichourensis C.Y.Wu, Diospyros glaucifolia Metcalf): Sie kommt vom südlichen China mit Anhui, Fujian, dem nordwestlichen Guangdong, dem nordöstlichen Guangxi, dem nordwestlichen Guizhou, dem südwestlichen Hunan, Jiangxi, Sichuan, Zhejiang und vielleicht auch Yunnan bis zum zentralen sowie südlichen Japan vor. - Diospyros javanica Bakh.: Sie kommt auf Java und den Kleinen Sunda-Inseln vor. - Diospyros johnstoniana Standl. & Steyerm. (Syn.: Diospyros xolocotzii Madrigal & Rzed.): Sie kommt von den mexikanischen Guanajuato sowie Michoacán und Guatemala bis zum südlichen El Salvador vor. - Diospyros johorensis Ng: Sie kommt auf der Malaiischen Halbinsel nur in Johor vor. - Diospyros juruensis A.C.Sm.: Seit 2012 gibt es fünf Unterarten in der Neotropis: - Diospyros juruensis subsp. campechiana (Lundell) B.Walln. (Syn.: Diospyros campechiana Lundell, Diospyros camposii Provance & A.C.Sanders): Den Rang einer Unterart hat sie seit 2012. Sie kommt vom südlichen Mexiko bis Guatemala vor. - Diospyros juruensis subsp. hartmanniana (S.Knapp) B.Walln. (Syn.: Diospyros hartmanniana S.Knapp, Diospyros haberi Provance & A.C.Sanders): Den Rang einer Unterart hat sie seit 2012. Sie kommt von Costa Rica bis zum westlichen Panama vor. - Diospyros juruensis A.C.Sm. subsp. juruensis (Syn.: Diospyros crotalaria Provance & A.C.Sanders): Sie kommt in Costa Rica, im brasilianischen Bundesstaat Amazonas und im nördlichen Peru vor. - Diospyros juruensis subsp. nenab (B.Walln.) B.Walln. (Syn.: Diospyros nenab B.Walln.): Den Rang einer Unterart hat sie seit 2012. Sie kommt nur im nordwestlichen Kolumbien vor. - Diospyros juruensis subsp. panamensis (S.Knapp) B.Walln. (Syn.: Diospyros whitei S.Knapp nom. illeg., Diospyros panamensis S.Knapp): Den Rang einer Unterart hat sie seit 2012. Sie kommt von Costa Rica bis Panama und in Ecuador vor. - Diospyros kabuyeana F.White: Sie kommt im südöstlichen Kenia und in Tansania vor. - Diospyros kajangensis Bakh.: Sie kommt auf der Malaiischen Halbinsel vor. - Diospyros kaki L. f. (Syn.: Diospyros chinensis Blume, Diospyros amara Perrier, Diospyros schi-tse Bunge, Diospyros costata Carrière, Diospyros roxburghii Carrière, Diospyros mazelii Carrière, Diospyros lycopersicon Carrière, Diospyros kaempferi Naudin, Diospyros sinensis Naudin, Diospyros bertii André, Diospyros argyi H.Lév., Diospyros sphenophylla Hiern, Diospyros trichocarpa R.H.Miao, Diospyros wieseneri Carrière, Diospyros kaki var. costata (Carrière) André, Diospyros kaki var. mazelii (Carrière) Mouill., Diospyros kaki var. aurantium André, Diospyros kaki var. elliptica André, Diospyros kaki var. sahuti André, Diospyros kaki var. domestica Makino, Diospyros kaki var. silvestris Makino, Diospyros kaki var. macrantha Hand.-Mazz.): Sie kommt in Assam, zentralen sowie südlichen China, Taiwan und Vietnam vor. Sie liefert in vielen Sorten die als Obst bekannten, Kaki, Persimone oder Sharon genannten Früchte. - Diospyros kamerunensis Gürke Pierre ex De Wild. (Syn.: Diospyros pallescens A.Chev. nom. nud., Diospyros sphaerocarpa): Sie ist im tropischen westlichen bis westlichen-zentralen Afrika verbreitet. - Diospyros kanizur B.Walln.: Sie wurde 1999 erstbeschrieben. Sie kommt in Bolivien und im westlichen-zentralen Brasilien vor. - Diospyros kanurii F.White: Sie kommt nur im nördlichen Kenia vor. - Diospyros katendei Verdc.: Sie kommt nur im südwestlichen Uganda vor. - Diospyros keningauensis Ng: Sie wurde 2001 aus Sabah erstbeschrieben. - Diospyros kerrii Craib: Sie kommt im südlichen-zentralen China und im nördlichen sowie nordöstlichen Thailand vor. - Diospyros ketsensis H.Perrier: Sie kommt im zentralen Madagaskar vor. - Diospyros ketun B.Walln.: Sie wurde 1999 aus dem nördlichen Teil des brasilianischen Bundesstaates Minas Gerais erstbeschrieben. - Diospyros kika Debb. & Biswas: Sie kommt in Assam sowie Myanmar vor. - Diospyros kingii Bakh.: Sie kommt auf der Malaiischen Halbinsel nur in Perak vor. - Diospyros kintungensis C.Y.Wu: Sie kommt im südlichen-zentralen China vor. - Diospyros kirkii Hiern (Syn.: Diospyros platyphylla Hiern, Diospyros latifolia Gürke, Diospyros usaramensis Gürke, Diospyros baumii Gürke, Diospyros flexilis Hiern ex Greves): Sie ist von Tansania bis zum tropischen südlichen Afrika verbreitet. - Diospyros kochummenii Ng: Sie kommt auf der Malaiischen Halbinsel vor. - Diospyros koeboeensis Bakh.: Sie kommt in Sumatra vor. - Diospyros koenigii Kosterm.: Dieser Endemit kommt in Sri Lanka nur im Distrikt Kandy vor. - Diospyros kolom B.Walln.: Sie wurde 1999 aus Kolumbien erstbeschrieben. - Diospyros kondor B.Walln.: Sie wurde 2001 aus dem nördlichen Brasilien erstbeschrieben. - Diospyros korthalsiana Hiern (Syn.: Diospyros macrocarpa Korth. ex Hiern, Diospyros myrmecocalyx (Hiern) Bakh., Diospyros inclusa Merr., Diospyros mirandae Merr., Diospyros triflora Merr., Diospyros bangueyensis Merr., Diospyros korthalsiana var. mirandae (Merr.) Bakh., Diospyros korthalsiana var. kinabaluensis Bakh., Diospyros korthalsiana var. macrocarpa Bakh.): Sie kommt auf Borneo und im zentralen Malesien vor. - Diospyros korupensis Gosline: Sie wurde 2009 aus Kamerun erstbeschrieben. - Diospyros kostermansii V.Singh (Synb.: Diospyros sulcata Kosterm. nom. illeg.): Sie kommt aus Borneo und die gültige Erstbeschreibung erfolgte 2002. - Diospyros kotoensis T.Yamaz.: Dieser Endemit kommt in Taiwan nur in Lan Yü vor. - Diospyros krukovii A.C.Sm.: Sie kommt im westlichen Brasilien vor. - Diospyros kupensis Gosline: Sie kommt in Kamerun vor. - Diospyros kurzii Hiern (Syn.: Diospyros wrayi King & Gamble, Diospyros alata Elmer, Diospyros pubicarpa Ridl.): Sie kommt von den Andamanen bis zur Malaiischen Halbinsel vor. - Diospyros labillardierei F.White (Syn.: Diospyros rufa (Labill.) Fosberg nom. illeg.): Sie kommt in Neukaledonien vor. - Diospyros laevis RBojer ex A. DC.: Dieser Endemit kommt auf Madagaskar nur in der Provinz Toamasina vor. Es sind weniger als fünf Fundorte bekannt. - Diospyros lanceifolia Roxb.: Es gibt seit 2001 vier Varietäten: - Diospyros lanceifolia var. iliaspaiei Ng: Sie wurde 2001 aus Sarawak erstbeschrieben. - Diospyros lanceifolia Roxb. var. lanceifolia (Syn.: Diospyros amoena Wall. ex G.Don, Diospyros grata Wall. ex A.DC., Diospyros lucida Wall. ex A.DC., Diospyros multiflora Wall. ex A.DC. nom. illeg., Diospyros hirsuta Hiern, Diospyros pachyphylla C.B.Clarke, Diospyros clavigera var. pachyphylla (C.B.Clarke) Ridl., Diospyros sabtanense Merr., Diospyros lonchophylla Hiern): Sie ist von Himalaya über Myanmar bis Borneo und zu den Philippinen verbreitet. - Diospyros lanceifolia var. renageorgeae Ng: Sie wurde 2001 erstbeschrieben. Sie kommt in Borneo in Brunei, Sabah sowie Sarawak vor. - Diospyros lanceifolia var. saliciformis Ng: Sie wurde 2001 erstbeschrieben. Sie kommt in Borneo in Brunei, sowie Sarawak vor. - Diospyros lanceolata Poir.: Sie kommt im östlichen Madagaskar vor. - Diospyros landii Cavalcante: Sie kommt im brasilianischen Bundesstaat Acre vor. - Diospyros lasiocalyx (Mart.) B.Walln.: Sie kommt von Bolivien bis Brasilien und dem nordöstlichen Paraguay vor. - Diospyros lateralis Hiern (Syn.: Diospyros crassipes Bakh.): Sie kommt in Borneo vor. - Diospyros latisepala Ridl.: Sie ist von Indochina bis ins westliche Malesien verbreitet. - Diospyros latispathulata H.Perrier: Sie kommt im südwestlichen Madagaskar vor. - Diospyros laurina (R.Br.) Jessup (Syn.: Maba laurina R.Br., Maba cupulosa F.Muell., Diospyros cupulosa (F.Muell.) F.Muell., Maba sericocarpa F.Muell., Diospyros sericocarpa (F.Muell.) F.Muell.): Diese Neukombination erfolgte 2014. Die Art kommt in Papua-Neuguinea und im nördlichen sowie nordöstlichen Queensland vor. - Diospyros leei Yan Liu, Song Shi & Y.S.Huang: Die 2015 erstbeschriebene Art kommt in der chinesischen Provinz Guangxi vor. - Diospyros ×leonis (Britton & P.Wilson) Standl.: Diese Hybride aus Diospyros crassinervis × Diospyros grisebachii kommt nur auf Kuba vor. - Diospyros leucocalyx Hiern (Syn.: Diospyros megasepala Baker): Sie kommt im östlichen Madagaskar vor. - Diospyros leucomelas Poir. (Syn.: Diospyros hebenaster Gaertn., Diospyros commersonii C.F.Gaertn., Diospyros amplexicaulis Lindl. & Paxton): Dieser Endemit kommt nur auf Mauritius vor. - Diospyros liberiensis A.Chev. ex Hutch. & Dalziel: Sie ist im tropischen Westafrika verbreitet. - Diospyros lissocarpoides Sandwith: Sie ist vom nördlichen Südamerika bis Brasilien verbreitet. - Diospyros littorea (R.Br.) Kosterm.: Sie ist von Thailand über Neuguinea bis ins nördliche Australien verbreitet. - Diospyros lobata Lour. (Syn.: Diospyros odoratissima Lecomte): Sie kommt in Kambodscha sowie Vietnam vor. - Diospyros lokohensis (H.Perrier) G.E.Schatz & Lowry H.Perrier (Syn.: Maba lokohensis H.Perrier, Maba quartzitarum): Diese Neukombination erfolgte 2011. Sie kommt im nordöstlichen Madagaskar vor. - Diospyros lolin Bakh.: Sie kommt in Maluku vor. - Diospyros lolinopsis Kosterm.: Sie kommt in Papua-Neuguinea vor. - Diospyros longibracteata Lecomte: Sie kommt in Hainan und in Laos vor. - Diospyros longiciliata Merr.: Sie kommt auf den Philippinen vor. - Diospyros longiflora Letouzey & F.White: Sie kommt in Kamerun, Gabun und in der Republik Kongo vor. - Diospyros longipedicellata Lecomte: Sie kommt im südlichen Vietnam vor. - Diospyros longipilosa Phengklai: Sie kommt auf der Thailändischen Halbinsel und der Malaiischen Halbinsel vor. - Diospyros longistyla A.C.Sm.: Sie kommt im nördlichen brasilianischen Bundesstaat Amazonas vor. - Diospyros longshengensis S.K.Lee: Sie kommt in der chinesischen Provinz Guangxi vor. - Lotuspflaume (Diospyros lotus L., Syn.: Diospyros mediterranea Oken, Diospyros umlovok Griff., Diospyros calycina Dippel nom. illeg., Diospyros lotus var. angustifolia Gaudin, Diospyros lotus var. mollissima C.Y.Wu): Sie ist von der östlichen sowie südlichen-zentralen Türkei über den Iran und Afghanistan bis Pakistan und Korea verbreitet. Sie ist in vielen Gebieten Eurasiens eingebürgert. Die Früchte sind relativ klein. - Diospyros loureiroana G.Don (Syn.: Diospyros lotus Lour. nom. illeg.): Es gibt zwei Unterarten: - Diospyros loureiroana G.Don subsp. loureiroana (Syn.: Diospyros macrocalyx Klotzsch nom. illeg., Diospyros usambarensis F.White): Sie kommt von Tansania über Mosambik und Simbabwe bis Mpumalanga vor. - Diospyros loureiroana subsp. rufescens (Caveney) Verdc. (Syn.: Diospyros usambarensis subsp. rufescens Caveney): Sie kommt in Kenia und Tansania vor. - Diospyros louvelii H.Perrier: Sie kommt im östlichen Madagaskar vor. - Diospyros lunduensis Ng: Sie wurde 2001 aus Sarawak erstbeschrieben. - Sternapfel oder Affenpflaume (Diospyros lycioides Desf.): Es gibt vier Unterarten: - Diospyros lycioides subsp. guerkei (Kuntze) De Winter: Sie kommt im südlichen Afrika in Botswana, Eswatini und in den südafrikanischen Provinzen Gauteng, KwaZulu-Natal, Limpopo, Mpumalanga sowie Nordwest vor. - Diospyros lycioides Desf. subsp. lycioides: Sie kommt im südlichen Afrika in Simbabwe, Botswana, Lesotho und in weiten Teilen Südafrikas vor. - Diospyros lycioides subsp. nitens (Harv. ex Hiern) De Winter: Sie kommt in den südafrikanischen Provinzen KwaZulu-Natal, Limpopo sowie Mpumalanga vor. - Diospyros lycioides subsp. sericea (Bernh.) De Winter: Sie ist vom tropischen bis ins südliche Afrika verbreitet. - Diospyros mabacea (F.Muell.) F.Muell.: Dieser Endemit kommt nur im nordöstlichen New South Wales vor. - Diospyros maclurei Merr.: Sie kommt in Hainan vor. - Diospyros macrocarpa Hiern (Syn.: Diospyros lecardii Guillaumin): Sie kommt in Neukaledonien vor. - Diospyros macrophylla Blume (Syn.: Diospyros phyllomegas Steud., Diospyros cystopus Miq., Diospyros suluensis Merr., Diospyros pachycalyx Merr.): Sie ist im westlichen sowie zentralen Malesien verbreitet. - Diospyros madecassa H.Perrier: Sie kommt im östlichen Madagaskar vor. - Diospyros mafiensis F.White: Sie kommt in Tansania sowie im nördlichen Mosambik vor. - Diospyros magogoana F.White: Sie kommt im südlichen Tansania vor. - Diospyros maingayi (Hiern) Bakh. (Syn.: Diospyros bilocularis Oliv.): Sie ist im westlichen Malesien verbreitet. - Diospyros major (G.Forst.) Bakh. (Syn.: Diospyros andersonii (Sol. ex Hiern) P.S.Green, Diospyros lateriflora (Hiern) Bakh., Diospyros ellipticifolia var. major (G.Forst.) Bakh. nom. illeg., Diospyros major var. andersonii (Sol. ex Hiern) Bakh., Diospyros ferrea var. lateriflora (Hiern) Bakh.): Sie kommt auf Inseln des südwestlichen Pazifik vor. - Diospyros malabarica (Desr.) Kostel. (Syn.: Diospyros biflora Blanco, Diospyros citrifolia Wall., Diospyros embryopteris Pers. nom. illeg., Diospyros glutinifera (Roxb.) Wall., Diospyros glutinosa J.Koenig ex Roxb., Diospyros peregrina (Gaertn.) Gürke, Diospyros siamensis Hochr., Diospyros malabarica var. siamensis (Hochr.) Phengklai): Sie ist im tropischen Asien verbreitet. - Diospyros malaccensis Bakh.: Sie kommt auf der Malaiischen Halbinsel und auf Sumatra vor. - Diospyros malacothrix Kosterm.: Sie kommt nur im westlichen Neuguinea vor. - Diospyros manampetsae H.Perrier: Sie kommt im südwestlichen Madagaskar vor. - Diospyros manausensis Cavalcante: Dieser Endemit kommt im brasilianischen Bundesstaat Amazonas nur in der Nähe von Manaus vor. - Diospyros mangabensis Aug.DC.: Sie kommt im nordöstlichen Madagaskar vor. - Diospyros mangorensis H.Perrier: Sie kommt im östlichen Madagaskar vor. - Diospyros mannii Hiern (Syn.: Diospyros aggregata Gürke, Diospyros talbotii Wernham, Diospyros pseudaggregata Mildbr., Diospyros ivorensis Aubrév. & Pellegr.): Sie ist im tropischen westlichen sowie westlichen-zentralen Afrika verbreitet. - Diospyros manu B.Walln.: Sie wurde 1999 aus Peru erstbeschrieben. - Diospyros mapingo H.Perrier: Sie kommt im nördlichen Madagaskar vor. - Diospyros margaretae F.White: Sie kommt in Neukaledonien vor. - Diospyros maritima Blume (Syn.: Diospyros camarinensis Merr., Diospyros kusanoi Hayata, Diospyros laxa (R.Br.) F.M.Bailey nom. illeg., Diospyros liukiuensis Makino, Diospyros nitens W.Fitzg., Diospyros tetrandra Span., Diospyros maritima var. oblongata Bakh., Diospyros maritima var. ovalifolia Bakh.): Sie ist von Malesien bis Borneo, Neuguinea und bis ins nördliche Australien verbreitet. - Diospyros marmorata R.Parker: Sie kommt auf den Andamanen vor. - Diospyros martabanica C.B.Clarke (Syn.: Diospyros mollis (Kurz) Gürke nom. illeg., Diospyros eugenii Lecomte): Sie kommt von Indochina bis zur Malaiischen Halbinsel vor. - Diospyros martini Benoist: Sie kommt in Französisch-Guyana vor. - Diospyros masoalensis H.Perrier: Sie kommt im östlichen Madagaskar vor. - Diospyros matheriana A.C.Sm.: Sie kommt in Französisch-Guyana, Guyana, Surinam und im nördlichen Brasilien vor. - Diospyros mattogrossensis Hoehne: Sie kommt im westlichen-zentralen Brasilien vor. - Diospyros mcphersonii G.E.Schatz & Lowry (Syn.: Diospyros crassiflora H.Perrier nom. illeg.): Sie wurde 2011 gültig beschrieben. Sie kommt im nordöstlichen Madagaskar vor. - Diospyros meeusiana (H.Perrier) G.E.Schatz & Lowry (Syn.: Maba meeusiana H.Perrier): Diese Neukombination erfolgte 2011. Die Art kommt im östlichen Madagaskar vor. - Diospyros melanida Poir. (Syn.: Diospyros mauritiana A.DC.): Dieser Endemit kommt nur auf Mauritius vor. - Diospyros melanoxylon Roxb.: Es gibt seit 2005 zwei Varietäten. - Diospyros melanoxylon Roxb. var. melanoxylon (Syn.: Diospyros exsculpta Bedd. nom. illeg., Diospyros wightiana Wall. nom. nud., Diospyros dubia Wall. ex A.DC., Diospyros roylei Wall. ex A.DC.): Sie kommt im südlichen Indien und in Sri Lanka vor. - Diospyros melanoxylon var. tupru (Buch.-Ham.) V.Singh (Syn.: Diospyros exsculpta Dalzell & A.Gibson nom. illeg., Diospyros montana B.Heyne ex A.DC., Diospyros rubiginosa Roth, Diospyros tupru Buch.-Ham.): Sie hat seit 2005 den Rang einer Varietät und kommt nur im südwestlichen Indien vor. - Diospyros melocarpa F.White: Sie ist vom südöstlichen Nigeria bis zum tropischen westlichen-zentralen Afrika verbreitet. - Diospyros mespiliformis Hochst. (Syn.: Diospyros bicolor Klotzsch, Diospyros corylicarpa Gürke, Diospyros holtzii Gürke, Diospyros kilimandscharica Gürke, Diospyros sabiensis Hiern, Diospyros senegalensis Perrier ex A.DC.): Sie ist auf der Arabischen Halbinsel sowie in Eritrea, Äthiopien und vom tropischen bis zum südlichen Afrika (mit Limpopo sowie Mpumalanga als südlichste Gebiete) weitverbreitet. - Diospyros metcalfii Chun & H.Y.Chen: Sie kommt in Hainan vor. - Diospyros mexiae Standl.: Sie kommt im brasilianischen Bundesstaat Minas Gerais vor. - Diospyros miaoshanica S.K.Lee: Sie kommt im südöstlichen China vor. - Diospyros micrantha Sandwith: Sie kommt im nördlichen brasilianischen Bundesstaat Amazonas vor. - Diospyros micromera Bakh.: Sie kommt auf der Malaiischen Halbinsel vor. - Diospyros microrhombus Hiern: Sie kommt in Madagaskar vor. - Diospyros miltonii Cavalcante: Sie kommt im brasilianischen Bundesstaat Pará vor. - Diospyros minahassae Bakh.: Sie kommt auf Sulawesi sowie Maluku vor. - Diospyros mindanaensis Merr. (Syn.: Diospyros rosenbluthii Elmer, Diospyros endertii Bakh.): Sie kommt auf Borneo und den Philippinen vor. - Diospyros minimifolia F.White: Sie kommt im westlichen Neukaledonien vor. - Diospyros minutiflora Bakh.: Sie kommt in Sumatra vor. - Diospyros minutisepala Kottaim.: Die 2018 erstbeschriebene Art kommt in der chinesischen Provinz Guangxi vor. - Diospyros moi Lecomte: Sie kommt im südlichen Vietnam vor. - Diospyros mollis Griff.: Sie kommt in Indochina vor. - Diospyros mollissima Kosterm.: Sie kommt im westlichen Neuguinea vor. - Diospyros monbuttensis Gürke: Sie ist im tropischen westlichen sowie westlichen-zentralen Afrika verbreitet. - Diospyros montana Roxb. (Syn.: Diospyros auriculata Wight ex Hiern, Diospyros bracteata Roxb., Diospyros calcarea H.R.Fletcher, Diospyros cordifolia Roxb., Diospyros calycina Bedd. nom. illeg., Diospyros dioica Span., Diospyros glauca Rottler, Diospyros goindu Dalzell, Diospyros heterophylla Wall. ex G.Don, Diospyros humilis Bourd. nom. illeg., Diospyros kanjilalii Duthie, Diospyros microcarpa Span., Diospyros orixensis J.G.Klein ex Willd., Diospyros pubicalyx Bakh., Diospyros punctata Decne., Diospyros waldemarii Klotzsch, Diospyros montana var. cordifolia (Roxb.) Hiern): Sie ist im tropischen Asien weitverbreitet. - Diospyros moonii Thwaites: Dieser Endemit kommt nur im südwestlichen Sri Lanka vor. - Diospyros morrisiana Hance ex Walp. (Syn.: Diospyros sasakii Hayata, Diospyros nipponica Nakai): Sie kommt im zentralen sowie südlichen Japan, in Taiwan und im südöstlichen China vor. - Diospyros multibracteata (Merr.) Bakh.: Sie kommt auf den Philippinen vor. - Diospyros multiflora Blanco (Syn.: Diospyros lotus Blanco sensu auct., Diospyros canomoi A.DC., Diospyros phanerophlebia Merr.): Sie kommt auf den Philippinen vor. - Diospyros mun A.Chev. ex Lecomte: Sie kommt im südlichen Vietnam vor. - Diospyros muricata Bakh.: Sie kommt in Borneo vor. - Diospyros mweroensis F.White: Sie kommt in Tansania sowie im nördlichen Sambia vor. - Diospyros myriophylla (H.Perrier) G.E.Schatz & Lowry (Syn.: Maba myriophylla H.Perrier): Diese Neukombination erfolgte 2011. Die Art kommt im zentralen sowie südlichen Madagaskar vor. - Diospyros myrmecocarpa Mart. ex Miq. (Syn.: Diospyros myristicoides (Spruce) J.F.Macbr., Diospyros opacifolia J.F.Macbr.): Sie kommt im nördlichen Brasilien sowie in Peru und vielleicht in Ecuador vor. - Diospyros myrtifolia H.Perrier: Sie kommt im südwestlichen Madagaskar vor. - Diospyros myrtilloides (H.Perrier) G.E.Schatz & Lowry (Syn.: Maba myrtilloides H.Perrier): Diese Neukombination erfolgte 2011. Die Art kommt im östlichen-zentralen Madagaskar vor. - Diospyros nana Bakh.: Sie kommt auf der Malaiischen Halbinsel vor. - Diospyros nanay B.Walln.: Sie wurde 1999 erstbeschrieben. Sie kommt im nördlichen Brasilien und nördlichen Peru vor. - Diospyros natalensis (Harv.) Brenan (Syn.: Diospyros dawei (Hutch.) Brenan): Es gibt zwei Unterarten im Subsahara-Afrika: - Diospyros natalensis (Harv.) Brenan subsp. natalensis: Sie ist von Kenia über das tropische bis zum Südlichen Afrika (mit Ostkap sowie KwaZulu-Natal als südlichste Gebiete) und in Madagaskar weitverbreitet. - Diospyros natalensis subsp. nummularia (Brenan) Jordaan (Syn.: Diospyros nummularia Brenan): Sie ist vom südlichen Malawi über das Südliche Afrika bis Eswatini und Mpumalanga verbreitet. - Diospyros nebulorum Lecomte: Sie kommt in Vietnam vor. - Diospyros nebulosa F.White: Dieser Endemit kommt im nordöstlichen Neukaledonien nur auf dem Mt. Panié vor. - Diospyros neglecta F.White: Dieser Endemit kommt in Neukaledonien nur auf Cap Bocage vor. - Diospyros neilgerrensis (Wight) Kosterm. (Syn.: Diospyros ferrea var. neilgerrensis (Wight) Bakh.): Sie kommt im südlichen Indien vor. - Diospyros nemorosa Bakh.: Sie kommt in Borneo vor. - Diospyros neraudii A.DC. (Syn.: Diospyros capensis A.DC.): Dieser Endemit kommt nur auf Mauritius vor. - Diospyros neurosepala Bakh.: Sie kommt in Sarawak vor. - Diospyros ngii I.M.Turner (Syn.: Diospyros multinervis Ng): Dieser Name wurde 2014 erstveröffentlicht, da der bisherige Name schon für ein Fossil vergeben war. Sie kommt nur in Kalimantan vor. - Diospyros nhatrangensis Lecomte: Sie kommt im südlichen Vietnam vor. - Diospyros nidiformis G.E.Schatz & Lowry (Syn.: Diospyros intricata H.Perrier nom. illeg.): Dieser Name ersetzt seit 2011 den ungültigen Namen. Die Art kommt im südwestlichen Madagaskar vor. - Schwarze Sapote (Diospyros nigra (J.F.Gmel.) Perrier, Syn.: Sapota nigra J.F.Gmel., Diospyros sapota Roxb., Diospyros sapotanigera DC., Diospyros edulis Lodd. ex Sweet, Diospyros digyna Jacq. non Loudon, Diospyros obtusifolia Humb. & Bonpl. ex Willd., Diospyros obtusifolia Kunth nom. illeg., Diospyros pauciflora C.B.Rob. nom. illeg., Diospyros tliltzapotl Sessé & Moc.): Sie ist von Mexiko über Zentralamerika bis Kolumbien verbreitet. Sie ist in einigen Gebieten ein Neophyt. - Diospyros nigricans Wall. ex Hiern (Syn.: Diospyros benghalensis Bakh. nom. illeg.): Sie kommt in Assam und Bangladesch vor. - Diospyros nigrocortex C.Y.Wu: Sie kommt im südlichen zentralen China vor. - Diospyros nilagirica Bedd.: Sie kommt im südlichen Indien vor. - Diospyros nodosa Poir. (Syn.: Diospyros macrocalyx A.DC.): Dieser Endemit kommt nur auf Mauritius vor. - Diospyros normanbyensis Kosterm.: Sie kommt in Papua-Neuguinea vor. - Diospyros novoguineensis Bakh.: Sie kommt im westlichen Neuguinea vor. - Diospyros nummulariifolia Kosterm.: Sie kommt in Sri Lanka vor. - Diospyros nur B.Walln.: Sie wurde 1999 aus Bolivien erstbeschrieben. - Diospyros nutans King & Gamble: Sie kommt auf der Malaiischen Halbinsel vor. - Diospyros oaxacana Standl. (Syn.: Diospyros torresii Provance & A.C.Sanders): Sie kommt in den mexikanischen Bundesstaaten Veracruz sowie Oaxaca vor. - Diospyros obducta (H.Perrier) G.E.Schatz & Lowry (Syn.: Maba obducta H.Perrier): Diese Neukombination erfolgte 2011. Sie kommt im südöstlichen Madagaskar vor. - Diospyros obliquifolia (Hiern ex Gürke) F.White (Syn.: Diospyros stapfiana F.White): Sie ist im tropischen westlichen und westlichen-zentralen Afrika verbreitet. - Diospyros oblonga Wall. ex G.Don (Syn.: Diospyros pilosanthera var. oblonga (Wall. ex G.Don) Ng, Diospyros sapotoides Kurz): Sie ist von Myanmar sowie Thailand über Borneo und Sumatra bis zu den Philippinen verbreitet. - Diospyros occlusa H.Perrier: Sie kommt im östlichen Madagaskar vor. - Diospyros occulta F.White: Sie kommt im südöstlichen Kenia und Tansania vor. - Diospyros okkesii Kosterm.: Sie kommt in Sri Lanka vor. - Diospyros olacinoides (H.Perrier) G.E.Schatz & Lowry (Syn.: Maba gneissicola H.Perrier, Maba olacinoides H.Perrier): Diese Neukombination erfolgte 2011. Sie kommt im westlichen Madagaskar vor. - Diospyros oldhamii Maxim. (Syn.: Diospyros hayatae Odash. nom. illeg., Diospyros odasimae Hatus., Diospyros taitoensis Odash., Diospyros oldhamii var. chartacea Hayata): Sie kommt auf den Nansei-Inseln und Taiwan vor. - Diospyros oleifera W.C.Cheng: Sie kommt im südöstlichen China vor. - Diospyros olen Hiern (Syn.: Diospyros montana Pancher & Sebert nom. illeg., Diospyros sebertii Guillaumin, Diospyros austrocaledonica Hiern, Diospyros leroyi Kosterm.): Sie kommt in Neukaledonien vor. - Diospyros oligantha Merr.: Sie kommt im nördlichen Borneo vor. - Diospyros oliviformis R.H.Miao: Sie kommt in Hainan vor. - Diospyros onanae Gosline: Sie wurde 2009 aus Kamerun erstbeschrieben. - Diospyros oocarpa Thwaites: Sie kommt im südlichen Indien sowie Sri Lanka vor. - Diospyros opaca C.B.Clarke: Sie kommt in Sri Lanka vor. - Diospyros oppositifolia Thwaites: Dieser Endemit kommt in Sri Lanka nur im Distrikt Galle vor. - Diospyros orthioneura Diels: Sie kommt in Borneo vor. - Diospyros ottohuberi B.Walln.: Sie wurde 2000 aus dem venezolanischen Bundesstaat Bolívar erstbeschrieben. - Diospyros oubatchensis Kosterm. (Syn.: Diospyros foliosa var. neocaledonica Bakh., Diospyros xylopiifolia Guillaumin): Sie kommt im nordwestlichen sowie östlichen-zentralen Neukaledonien vor. - Diospyros ovalifolia Wight: Sie kommt im südlichen Indien, in Sri Lanka und Bangladesch vor. - Diospyros ovalis Hiern: Sie kommt im brasilianischen Bundesstaat Pernambuco vor. - Diospyros pahangensis Bakh.: Sie kommt auf der Malaiischen Halbinsel vor. - Diospyros palauensis (Kaneh.) Hosok.: Dieser Endemit kommt nur auf Palau vor. - Diospyros palembanica Bakh.: Sie kommt in Sumatra vor. - Diospyros pallens (Thunb.) F.White: Sie kommt in den südafrikanischen Provinzen Ost- sowie Westkap vor. - Diospyros palmeri Eastw.: Sie kommt im nordöstlichen Mexiko vor. - Diospyros pancheri Kosterm. (Syn.: Diospyros foliosa var. reticulata Bakh.): Sie kommt im nordwestlichen sowie südöstlichen Neukaledonien vor. - Diospyros panguana B.Walln.: Sie wurde 1999 aus Peru erstbeschrieben. - Diospyros paniculata Dalzell: Sie kommt im südlichen Indien vor. - Diospyros papuana Valeton ex Bakh.: Sie kommt in Maluku und Neuguinea vor. - Diospyros parabuxifolia Ng: Sie wurde 2001 aus Sarawak erstbeschrieben. - Diospyros paraensis Sothers: Sie wurde 2003 aus dem brasilianischen Bundesstaat Pará erstbeschrieben. - Diospyros parifolia H.Perrier: Sie kommt im westlichen Madagaskar vor. - Diospyros parviflora (Schltr.) Bakh.: Sie kommt in Neukaledonien vor. - Diospyros parvifolia Hiern: Sie kommt in Madagaskar in den Provinzen Antananarivo, Antsiranana, Fianarantsoa sowie Toamasina vor. - Diospyros pauciflora King & Gamble: Sie kommt auf der Malaiischen Halbinsel vor. - Diospyros peekelii Lauterb.: Dieser Endemit kommt nur auf der zum Bismarck-Archipel gehörenden Insel New Ireland vor. - Diospyros pegophila I.M.Turner: Die 2015 erstbeschriebene Art kommt in Sri Lanka vor. - Diospyros pemadasae Jayas.: Sie kommt in Sri Lanka vor. - Diospyros penangiana King & Gamble: Sie kommt auf der Malaiischen Halbinsel vor. - Diospyros pendula Hasselt ex Hassk. (Syn.: Diospyros penduliflora Zoll., Diospyros oleifolia Wall. ex Kurz, Diospyros fuliginea Hiern): Sie ist von Indochina bis zum westlichen Malesien verbreitet. - Diospyros penibukanensis Bakh.: Die seit 2001 zwei Varietäten kommen in Borneo vor: - Diospyros penibukanensis Bakh. var. penibukanensis: Sie kommt im nördlichen Borneo vor. - Diospyros penibukanensis var. scalarinervis Ng: Sie wurde 2001 aus Sarawak erstbeschrieben. - Diospyros peninsularis Jessup: Sie wurde 2014 aus Queensland erstbeschrieben. - Diospyros pentamera (Woolls & F.Muell.) F.Muell.: Sie kommt in den östlichen australischen Bundesstaaten New South Wales und Queensland vor. - Diospyros perakensis Bakh.: Sie kommt auf der Malaiischen Halbinsel und in Borneo vor. - Diospyros perfida Bakh.: Sie kommt in Borneo vor. - Diospyros perglauca H.Perrier: Sie kommt im nördlichen Madagaskar vor. - Diospyros perplexa F.White: Sie kommt im nordwestlichen Neukaledonien vor. - Diospyros perreticulata H.Perrier: Sie kommt im nördlichen Madagaskar vor. - Diospyros perrieri Jum.: Sie kommt im westlichen Madagaskar vor. - Diospyros pervilleana (Baill.) G.E.Schatz & Lowry (Syn.: Maba diffusa Hiern, Maba pervilleana (Baill.) H.Perrier, Diospyros ferrea var. diffusa (Hiern) Bakh.): Diese Neukombination erfolgte 2011. Die Art kommt im nördlichen Madagaskar vor. - Diospyros pervillei Hiern: Sie kommt im nördlichen sowie westlichen Madagaskar vor. - Diospyros phanrangensis Lecomte: Sie kommt im südlichen Vietnam vor. - Diospyros phengklaii Duangjai, Sinbumr. & Suddee: Die 2018 erstbeschriebene Art kommt in Thailand vor. - Diospyros philippinensis A.DC. (Syn.: Diospyros cumingii Gürke nom. illeg., Diospyros cunalon A.DC.): Sie kommt auf den Philippinen und in Sulawesi vor. - Diospyros phlebodes (A.C.Sm.) A.C.Sm. (Syn.: Diospyros ferrea var. glabrescens P.S.Green, Diospyros ferrea var. phlebodes A.C.Sm.): Sie kommt in Fiji vor. - Diospyros phuketensis Phengklai: Sie wurde 2005 aus dem thailändischen Phuket erstbeschrieben. - Diospyros physocalycina Gürke (Syn.: Diospyros xanthochlamys Gürke): Sie ist vom südöstlichen Nigeria bis ins tropische westliche-zentrale Afrika verbreitet. - Diospyros pierrei Lecomte: Sie kommt im nördlichen Vietnam vor. - Diospyros pilosanthera Blanco (Syn.: Diospyros carthei Hiern, Diospyros moonii Hiern, Diospyros polyalthioides Hiern, Diospyros helferi C.B.Clarke, Diospyros hiernii Koord., Diospyros rubescens Koord. & Valeton, Diospyros plicata Merr., Diospyros tayabensis Merr., Diospyros elmeri Merr., Diospyros cubica Bakh., Diospyros nidus-avis Kosterm., Diospyros pilosanthera var. typica Bakh., Diospyros pilosanthera var. polyalthioides (Hiern) Ng, Diospyros pilosanthera var. helferi (C.B.Clarke) Bakh., Diospyros pilosanthera var. tayabensis (Merr.) Bakh., Diospyros pilosanthera var. elmeri (Merr.) Ng, Diospyros pilosanthera var. chikusensis Ng, Diospyros pilosanthera var. nurii Ng): Sie ist von Indochina bis Malesien verbreitet. - Diospyros pilosiuscula G.Don (Syn.: Diospyros pilosula (A.DC.) Wall. ex Hiern, Diospyros vaccinioides var. pellucidopunctata Hiern, Diospyros martabanica var. pellucidopunctata (Hiern) C.B.Clarke, Diospyros pilosella Lecomte, Diospyros pilosula var. andamanensis Jayaraman & M.P.Nayar, Diospyros pilosiuscula var. andamanensis (Jayaraman & M.P.Nayar) V.Singh): Sie ist von Assam über Indochina bis Malaiischen Halbinsel verbreitet. - Diospyros piresii Cavalcante: Sie kommt im brasilianischen Bundesstaat Acre vor. - Diospyros piscatoria Gürke: Sie ist im tropischen westlichen bis westlichen-zentralen Afrika verbreitet. - Diospyros piscicapa Ridl.: Sie kommt in Borneo vor. - Diospyros platanoides Letouzey & F.White: Sie ist im tropischen westlichen bis westlichen-zentralen Afrika verbreitet. - Diospyros platycalyx Hiern (Syn.: Diospyros striicalyx H.Perrier): Sie kommt im westlichen Madagaskar in den Provinzen Antsiranana, Mahajanga sowie Toliara vor. - Diospyros plectosepala Hiern (Syn.: Diospyros poiensis Bakh., Diospyros setosa Bakh.): Sie kommt in Borneo vor. - Diospyros pluviatilis Jessup: Sie wurde 2014 aus Queensland erstbeschrieben. - Diospyros poeppigiana A.DC. (Syn.: Diospyros emarginata Hiern, Diospyros liriosmoides A.C.Sm.): Sie ist im tropischen Südamerika verbreitet. - Diospyros polita Bakh.: Sie kommt in Sulawesi vor. - Diospyros polystemon Gürke: Sie ist im tropischen westlichen-zentralen Afrika bis zum nordöstlichen verbreitet. - Diospyros poncei Merr.: Sie kommt auf den Philippinen vor. - Diospyros potamica Kosterm.: Sie kommt in Papua-Neuguinea vor. - Diospyros potingensis Merr. & Chun: Sie kommt vom südöstlichen China bis Hainan vor. - Diospyros preussii Gürke (Syn.: Diospyros ledermannii Gürke, Diospyros letestui Pellegr., Diospyros klaineana Pierre ex De Wild.): Sie ist vom südöstlichen Nigeria bis zum westlichen-zentralen Afrika verbreitet. - Diospyros pruinosa Hiern: Sie kommt im nordwestlichen Madagaskar vor. - Diospyros pruriens Dalzell: Sie kommt in Indien vor. - Diospyros pseudoharmandii T.H.Nguyên: Sie kommt in Kambodscha und Vietnam vor. - Diospyros pseudomalabarica Bakh.: Sie kommt auf der Malaiischen Halbinsel vor. - Diospyros pseudomespilus Mildbr.: Es gibt drei Unterarten: - Diospyros pseudomespilus subsp. brevicalyx F.White: Sie ist vom tropischen westlichen-zentralen bis südlichen Afrika verbreitet. - Diospyros pseudomespilus Mildbr. subsp. pseudomespilus: Sie kommt im südöstlichen Nigeria sowie in Kamerun vor. - Diospyros pseudomespilus subsp. undabunda (Hiern ex Greves) F.White (Syn.: Diospyros undabunda Hiern ex Greves): Sie ist im tropischen westlichen-zentralen Afrika verbreitet. - Diospyros pseudoxylopia Mildbr.: Sie kommt im östlichen Ecuador sowie nördlichen Peru und vielleicht in Kolumbien vor. - Diospyros pterocalyx Bojer ex A.DC. (Syn.: Diospyros pterocalycina St.-Lag.): Dieser Endemit kommt nur auf Mauritius vor. - Diospyros pulchra Bakh.: Sie kommt auf Maluku und Neuguinea vor. - Diospyros puncticulosa Bakh.: Sie kommt in Borneo vor. - Diospyros punctilimba C.Y.Wu: Sie kommt im südlichen-zentralen China vor. - Diospyros pustulata F.White: Sie kommt nur im westlichen bis südwestlichen Neukaledonien vor. - Diospyros pyrrhocarpa Miq. (Syn.: Diospyros ahernii Merr., Diospyros asterocalyx Hiern, Diospyros reflexa King & Gamble): Sie ist von den Andamanen über Thailand und Borneo bis zu den Philippinen verbreitet. - Diospyros quaesita Thwaites: Dieser Endemit kommt nur im südwestlichen Sri Lanka vor. - Diospyros quercina (Baill.) G.E.Schatz & Lowry (Syn.: Maba quercina (Baill.) H.Perrier): Diese Neukombination erfolgte 2011. Die Art kommt im westlichen Madagaskar nur in der Provinz Mahajanga vor. - Diospyros quiloensis (Hiern) F.White: Sie ist von Tansania bis zum tropischen südlichen Afrika verbreitet. - Diospyros rabiensis Breteler: Sie kommt in Gabun vor. - Diospyros ramiflora Roxb.: Sie kommt in Assam, Bangladesch und auf den Andamanen vor. - Diospyros ramulosa (E.Mey. ex A.DC.) De Winter: Sie kommt vom südlichen Namibia bis zu den südafrikanischen Provinzen Ost-, Nord- sowie Westkap vor. - Diospyros ranongensis Phengklai: Sie wurde 2005 aus Thailand erstbeschrieben. - Diospyros reinae B.Walln.: Die 2015 erstbeschriebene Art kommt in Mexiko vor. - Diospyros rekoi Standl. (Syn.: Diospyros morenoi A.Pool): Sie kommt vom zentralen sowie südlichen Mexiko über El Salvador bis Nicaragua vor. - Diospyros relit B.Walln.: Sie wurde 2005 aus Jamaika erstbeschrieben. - Diospyros reticulinervis C.Y.Wu (Syn.: Diospyros reticulinervis var. glabrescens C.Y.Wu, Diospyros reticulinervis var. glaucescens C.Y.Wu): Sie kommt im südlichen-zentralen China vor. - Diospyros revaughanii I.Richardson: Dieser Endemit kommt nur auf Mauritius vor. - Diospyros revoluta Poir.: Sie kommt auf den karibischen Inseln Hispaniola, Puerto Rico und Inseln über dem Winde vor. - Diospyros revolutissima F.White: Sie kommt nur im nordwestlichen sowie westlichen-zentralen Neukaledonien vor. - Diospyros rheophila Jessup: Sie wurde 2014 aus Queensland erstbeschrieben. - Diospyros rheophytica Kosterm.: Dieser Endemit kommt nur im südwestlichen Sri Lanka vor. - Diospyros rhodocalyx Kurz (Syn.: Diospyros chevalieri Lecomte nom. illeg., Diospyros finetii Lecomte): Sie kommt in Myanmar, Thailand, Laos sowie Vietnam vor. - Diospyros rhododendroides Kosterm.: Sie kommt in Papua-Neuguinea vor. - Diospyros rhombifolia Hemsl.: Sie kommt im südöstlichen China vor. - Diospyros ridleyi Bakh. (Syn.: Diospyros pyrrhocarpa var. andamanica Kurz, Diospyros dajakensis Bakh., Diospyros pyrrhocarpoides B.R.Ramesh & D.De Franceschi): Sie kommt im südwestlichen Indien, auf den Andamanen sowie Nikobaren, auf der Malaiischen Halbinsel und in Borneo vor. - Diospyros ridsdalei Kosterm.: Sie kommt in Papua-Neuguinea vor. - Diospyros riedelii (Hiern) B.Walln. (Syn.: Diospyros peruviana var. riedelii Hiern): Sie hat seit 2000 den Rang einer Art. Sie kommt in Brasilien vor. - Diospyros rigida Hiern (Syn.: Diospyros subrigida Hochr.): Sie kommt im westlichen Malesien vor. - Diospyros robolot B.Walln.: Die 2019 erstbeschriebene Art kommt im brasilianischen Bundesstaat Bahia vor. - Diospyros ropourea B.Walln. (Syn.: Diospyros cauliflora Mart. ex Miq. nom. illeg., Diospyros martini Benoist ex Amshoff nom. illeg.): Seit 2000 hat sie diesen neuen Namen. Sie kommt in Französisch-Guayana, Surinam und im nördlichen Brasilien vor. - Diospyros rosei Standl. (Syn.: Diospyros sphaerantha Standl.): Sie kommt in den mexikanischen Bundesstaaten südliches Sinaloa sowie Guerrero vor. - Diospyros rostrata (Merr.) Bakh.: Dieser Endemit kommt nur auf Maluku vor. - Diospyros rotok B.Walln.: Sie wurde 1999 aus dem nördlichen Peru erstbeschrieben. - Diospyros rotundifolia Hiern: Sie kommt in Mosambik sowie KwaZulu-Natal vor. - Diospyros rubicunda Gürke: Sie kommt in Kamerun und Gabun vor. - Diospyros rubripetiolata G.E.Schatz & Lowry: Die 2018 erstbeschriebene Art kommt in Madagaskar vor. - Diospyros rufa King & Gamble (Syn.: Diospyros swingleri Kosterm.): Sie kommt auf der Malaiischen Halbinsel und im nordwestlichen Borneo vor. - Diospyros rufogemmata Lecomte: Sie kommt in Laos vor. - Diospyros rufotomentosa G.E.Schatz & Lowry: Die 2018 erstbeschriebene Art kommt in Neukaledonien vor. - Diospyros rugosula R.Br. (Syn.: Diospyros bundeyana Kosterm.): Sie kommt auf Timor, im nördlichen Western Australia und nördlichen Northern Territory vor. - Diospyros rumphii Bakh. (Syn.: Diospyros utilis Koord. & Valeton nom. illeg., Diospyros macassar A.Chev.): Sie kommt im zentralen Malesien vor. - Diospyros sahayadryensis P.Daniel & Vajr.: Sie kommt in Indien vor. - Diospyros sakalavarum H.Perrier (Syn.: Diospyros sakalavarum var. mollifolia H.Perrier, Diospyros sakalavarum var. tulearensis H.Perrier): Sie kommt im westlichen Madagaskar in den Provinzen Antsiranana, Mahajanga sowie Toliara vor. - Diospyros saldanhae Kosterm.: Sie kommt im südwestlichen Indien vor. - Diospyros salicifolia Humb. & Bonpl. ex Willd. (Syn.: Diospyros albens C.Presl): Sie kommt in den mexikanischen Bundesstaaten Guerrero sowie Oaxaca vor. - Diospyros salletii Lecomte: Sie kommt im südlichen Vietnam vor. - Diospyros samoensis A.Gray: Sie kommt in Neuguinea und auf Inseln des südwestlichen Pazifik vor. - Diospyros sandwicensis (A.DC.) Fosberg (Syn.: Diospyros ferrea var. sandwicensis (A.DC.) Bakh., Diospyros ferrea var. pubescens (Skottsb.) Fosberg, Diospyros ferrea var. degeneri Fosberg, Diospyros ferrea var. kauaiensis Fosberg, Diospyros ferrea var. toppingii Fosberg, Diospyros sandwicensis var. degeneri (Fosberg) H.St.John, Diospyros sandwicensis var. pubescens (Skottsb.) H.St.John, Diospyros sandwicensis var. kauaiensis (Fosberg) H.St.John, Diospyros sandwicensis var. lanaiensis (Fosberg) H.St.John, Diospyros sandwicensis var. obtusa (Fosberg) H.St.John, Diospyros sandwicensis var. sclerophylla (Fosberg) H.St.John, Diospyros sandwicensis var. toppingii (Fosberg) H.St.John, Diospyros sandwicensis var. wailauensis (Fosberg) H.St.John, Diospyros sandwicensis var. weibkei (Fosberg) H.St.John, Diospyros sandwicensis var. arachnoidea H.St.John, Diospyros sandwicensis var. elliptica H.St.John, Diospyros sandwicensis var. frameata H.St.John, Diospyros sandwicensis var. kokeeensis H.St.John, Diospyros sandwicensis var. miloliiensis H.St.John, Diospyros sandwicensis var. oahuensis H.St.John, Diospyros sandwicensis var. ovalis H.St.John, Diospyros sandwicensis var. perpubescens H.St.John, Diospyros sandwicensis var. puberula H.St.John, Diospyros sandwicensis var. rotundata H.St.John, Diospyros sandwicensis var. rugosa H.St.John): Sie kommt auf den Inseln Hawaiis vor. - Diospyros sankurensis Gürke: Sie kommt in der Demokratischen Republik Kongo vor. - Diospyros santaremnensis Sandwith: Sie kommt im brasilianischen Bundesstaat Pará vor. - Diospyros sanza-minika A.Chev. (Syn.: Diospyros nsambensis Gürke, Diospyros glaucescens Gürke ex Büsgen): Sie ist im tropischen westlichen und westlichen-zentralen Afrika verbreitet. - Diospyros savannarum Kosterm.: Sie kommt in Thailand vor. - Diospyros saxatilis S.K.Lee: Sie wurde 1998 aus der chinesischen Provinz Guangxi erstbeschrieben. - Diospyros saxicola R.H.Miao: Sie kommt in der chinesischen Provinz Guangdong vor. - Diospyros scabiosa Bakh.: Sie kommt in Sumatra vor. - Diospyros scabra (Chiov.) Cufod.: Sie kommt vom südlichen Sudan und Eritrea bis Uganda und Kenia vor. - Diospyros scabrida (Harv. ex Hiern) De Winter: Es gibt zwei Varietäten: - Diospyros scabrida var. cordata (E.Mey. ex A.DC.) De Winter: Sie kommt nur im Ostkap vor. - Diospyros scabrida (Harv. ex Hiern) De Winter var. scabrida: Sie kommt im Ostkap sowie KwaZulu-Natal vor. - Diospyros scalariformis H.R.Fletcher: Sie kommt auf der Thailändischen Halbinsel vor. - Diospyros schmidtii Craib: Sie kommt in Indochina vor. - Diospyros schmutzii Kosterm.: Sie kommt in Sulawesi vor. - Diospyros sclerophylla H.Perrier: Sie kommt im östlichen Madagaskar in den Provinzen Antsiranana, Fianarantsoa, Toamasina sowie Toliara vor. - Diospyros scortechinii King & Gamble: Sie kommt auf der Thailändischen Halbinsel und der Malaiischen Halbinsel vor. - Diospyros scottmorii B.Walln.: Sie wurde 2005 aus dem brasilianischen Bundesstaat Bahia erstbeschrieben. - Diospyros selangorensis Bakh. (Syn.: Diospyros vanprukii Bakh.): Sie kommt auf der Malaiischen Halbinsel nur in Selangor vor. - Diospyros senensis Klotzsch (Syn.: Diospyros shirensis Hiern): Sie ist von der südlichen Demokratischen Republik Kongo über Malawi, Mosambik und Sambia bis Simbabwe verbreitet. - Diospyros sericea A.DC. (Syn.: Diospyros vestita Benoist, Diospyros praetermissa Sandwith): Sie ist im tropischen Südamerika weitverbreitet. - Diospyros serrana Sothers:: Sie wurde 2003 aus dem brasilianischen Bundesstaat Pernambuco erstbeschrieben. - Diospyros shimbaensis F.White: Sie kommt im südöstlichen Kenia sowie im östlichen Tansania vor. - Diospyros siamang Bakh.: Sie kommt im westlichen Malesien vor. - Diospyros siderophylla H.L.Li: Sie kommt im südöstlichen China vor. - Diospyros simaloerensis Bakh. (Syn.: Diospyros paraoesi Bakh.): Sie kommt in Sumatra sowie Borneo vor. - Diospyros simii (Kuntze) De Winter: Sie kommt im Ostkap sowie KwaZulu-Natal vor. - Diospyros singaporensis Bakh.: Sie kommt auf der Malaiischen Halbinsel vor. - Diospyros sintenisii (Krug & Urb.) Standl.: Dieser Endemit kommt nur im westlichen sowie nördlichen Puerto Rico vor. - Diospyros sleumeri Kosterm.: Sie kommt im westlichen Neuguinea vor. - Diospyros sogeriensis Bakh.: Sie kommt in Papua-Neuguinea vor. - Diospyros sonorae Standl. (Syn.: Diospyros sinaloensis S.F.Blake): Sie kommt in den mexikanischen Bundesstaaten zentrales Sonora bis Sinaloa vor. - Diospyros soporifera Bakh.: Sie kommt in Borneo vor. - Diospyros sororia Bakh.: Sie kommt in Borneo vor. - Diospyros soubreana F.White: Sie ist vom tropischen Westafrika bis Kamerun verbreitet. - Diospyros soyauxii Gürke & K.Schum.: Sie kommt in Kamerun sowie Gabun vor. - Diospyros sparsirama Hiern ex Greves: Sie kommt in Angola vor. - Diospyros sphaerosepala Baker (Syn.: Diospyros gonoclada Baker): Sie kommt im zentralen Madagaskar in den Provinzen Antananarivo, Fianarantsoa sowie Toamasina vor. - Diospyros sprucei Hiern: Sie kommt im südlichen Venezuela und vielleicht in Brasilien vor. - Diospyros squamifolia Kosterm.: Sie kommt in Borneo vor. - Diospyros squamosa Bojer ex A.DC. (Syn.: Diospyros bernieri Hiern): Sie kommt im östlichen Madagaskar in den Provinzen Antsiranana, Fianarantsoa, Toamasina sowie Toliara vor. - Diospyros squarrosa Klotzsch (Syn.: Diospyros stuhlmannii Gürke): Sie ist vom südlichen Somalia bis zum tropischen südlichen Afrika verbreitet. - Diospyros srilankana I.M.Turner: Diesen neuen Namen hat sie 2014 erhalten um das Homonym Diospyros oblongifolia (Thwaites) Kosterm. zu ersetzen. Dieser Endemit kommt nur im südwestlichen Sri Lanka vor. - Diospyros stenocarpa (H.Perrier) G.E.Schatz & Lowry (Syn.: Maba stenocarpa H.Perrier): Diese Neukombination erfolgte 2011. Die Art kommt im nordöstlichen Madagaskar in den Provinzen Antsiranana sowie Toamasina vor. - Diospyros streptosepala Merr.: Dieser Endemit kommt nur auf der zu den Philippinen gehörenden Insel Catanduanes vor. - Diospyros stricta Roxb. (Syn.: Diospyros orixensis Wight ex Hiern nom. illeg.): Sie kommt in Bangladesch vor. - Diospyros strigosa Hemsl. (Syn.: Diospyros cardiophylla Merr.): Sie kommt im südöstlichen China bis Hainan vor. - Diospyros styraciformis King & Gamble (Syn.: Diospyros clavipes Bakh., Diospyros sarawakana Bakh., Diospyros styraciformis var. sarawakana (Bakh.) Ng): Sie kommt im westlichen Malesien vor. - Diospyros suaveolens Gürke: Sie ist vom südöstlichen Nigeria über Kamerun und der Republic Kongo bis Gabun verbreitet. - Diospyros subacuta Hiern: Sie kommt im östlichen Madagaskar vor. - Diospyros subargentea O.Lachenaud, Dauby & G.E.Schatz: Die 2017 erstbeschriebene Art kommt in Gabun vor. - Diospyros subbullata G.E.Schatz & Lowry: Die 2018 erstbeschriebene Art kommt in Madagaskar vor. - Diospyros subenervis (H.Perrier) G.E.Schatz & Lowry (Syn.: Diospyros gracilipes var. subenervis H.Perrier): Sie hat seit 2011 den Rang einer Art. Sie kommt in Madagaskar vor. - Diospyros subfalciformis H.Perrier: Sie kommt im westlichen Madagaskar vor. - Diospyros subrhomboidea King & Gamble (Syn.: Diospyros boerlagei Valeton, Diospyros confusa Bakh., Diospyros jaheri Bakh.): Sie kommt im westlichen Malesien vor. - Diospyros subrotata Hiern (Syn.: Diospyros amazonica K.Krause): Sie kommt im nördlichen Brasilien und Peru vor. - Diospyros subsessilifolia H.Perrier: Sie kommt im östlichen Madagaskar vor. - Diospyros subsessilis Kosterm.: Sie kommt in Papua-Neuguinea vor. - Diospyros subtrinervis H.Perrier: Sie kommt im westlichen Madagaskar vor. - Diospyros subtruncata Hochr.: Sie kommt in Sumatra vor. - Diospyros sulcata Bourd.: Sie kommt im südwestlichen Indien vor. - Diospyros sumatrana Miq. (Syn.: Diospyros beccarii Hiern, Diospyros clavigera C.B.Clarke, Diospyros decipiens C.B.Clarke, Diospyros dumosa King & Gamble, Diospyros flavicans Hiern, Diospyros glomerulata King & Gamble, Diospyros graciliflora Hiern, Diospyros hendersonii Ridl., Diospyros koordersii Hiern ex Koord., Diospyros monticola Kosterm., Diospyros tubicalyx Ridl.): Sie ist von Indochina bis westlichen sowie zentralen Malesien verbreitet. - Diospyros sundaica Bakh. (Syn.: Diospyros pseudebenum Koord. & Valeton nom. illeg.): Sie kommt auf Java und Bali vor. - Diospyros sunyiensis Chun & H.Y.Chen: Sie kommt im südöstlichen China vor. - Diospyros susarticulata Lecomte: Sie kommt in Hainan sowie Laos vor. - Diospyros sutchuensis Y.C.Yang: Sie kommt im südlichen-zentralen China vor. - Diospyros sylvatica Roxb.: Sie kommt im südlichen Indien und Sri Lanka vor. - Diospyros tampinensis H.Perrier: Sie kommt im östlichen Madagaskar vor. - Diospyros tarim B.Walln.: Sie wurde 2000 aus dem brasilianischen Bundesstaat Amazonas erstbeschrieben. Dieser Endemit kommt nur in der Nähe von Manaus vor. - Diospyros tenuiflora A.C.Sm. (Syn.: Diospyros longifolia (Spruce ex Engl.) Sleumer & F.White non A.Braun): Sie kommt im südöstlichen Kolumbien und nördlichen Bolivien bis Venezuela sowie Brasilien vor. - Diospyros tenuipes Merr.: Dieser Endemit kommt nur auf der zu den Philippinen gehörenden Insel Luzon vor. - Diospyros tepu B.Walln. (Syn.: Diospyros guianensis subsp. coriacea F.White): Sie wurde 2000 aus dem venezolanischen Bolívar erstbeschrieben. - Diospyros terminalis Kosterm.: Sie kommt in Neuguinea vor. - Diospyros tero B.Walln.: Sie wurde 1999 aus Ecuador erstbeschrieben. - Diospyros tessellaria Poir. (Syn.: Diospyros reticulata Willd. nom. illeg.): Dieser Endemit kommt nur auf Mauritius vor. - Diospyros tessmannii Mildbr.: Sie kommt in Peru vor. - Diospyros tetraceros H.Perrier: Sie kommt im westlichen Madagaskar vor. - Diospyros tetrandra Hiern: Sie kommt im nördlichen Südamerika bis zum nördlichen Brasilien vor. - Diospyros tetrapoda H.Perrier: Sie kommt im östlichen Madagaskar vor. - Diospyros tetrasperma Sw. (Syn.: Diospyros cuneata Standl., Diospyros obovata Jacq., Diospyros schippii Standl., Diospyros tetrasperma var. pisocarpa Urb.): Sie kommt vom südöstlichen Mexiko bis Guatemala sowie Belize und auf den großen Antillen Kuba, Hispaniola und Jamaika vor. - Diospyros texana Scheele (Syn.: Diospyros cuneifolia Hiern, Diospyros mexicana Scheele ex Hiern): Sie kommt von Texas bis ins nordöstliche Mexiko vor. - Diospyros thaiensis Phengklai: Sie kommt auf der Thailändischen Halbinsel vor. - Diospyros thomasii Hutch. & Dalziel: Sie ist im tropischen Westafrika verbreitet. - Diospyros thorelii (Lecomte) T.H.Nguyên: Sie kommt in Vietnam vor. - Diospyros thouarsii Hiern: Sie kommt im östlichen Madagaskar vor. - Diospyros thwaitesii (Hiern) Bedd. (Syn.: Diospyros candolleana Thwaites nom. illeg., Diospyros hirsuta var. thwaitesii Hiern): Dieser Endemit kommt nur im südwestlichen Sri Lanka vor. - Diospyros tireliae F.White: Sie kommt in Neukaledonien mit vorgelagerten Inseln vor. - Diospyros tonkinensis A.Chev.: Sie kommt im nördlichen Vietnam vor. - Diospyros toposia Buch.-Ham. (Syn.: Diospyros foveoreticulata Merr., Diospyros incisa Buch.-Ham. ex Wall., Diospyros racemosa Roxb., Diospyros toposioides King & Gamble, Diospyros toposia var. toposioides (King & Gamble) Phengklai): Sie ist von Sri Lanka, Indien, Bangladesch sowie Assam über Indochina und Borneo bis zu den Philippinen verbreitet. - Diospyros torquata H.Perrier (Syn.: Diospyros torquata var. mabaoides H.Perrier): Sie kommt im westlichen Madagaskar vor. - Diospyros touranensis Lecomte: Sie kommt im südlichen Vietnam vor. - Diospyros toxicaria Hiern (Syn.: Diospyros caucheana A.Chev.): Sie kommt im östlichen Madagaskar vor. - Diospyros transita (Bakh.) Kosterm. (Syn.: Diospyros maritima var. transita Bakh.): Dieser Endemit kommt nur auf der zu den Philippinen gehörenden Insel Palawan vor. - Diospyros transitoria Bakh.: Sie kommt im südlichen Indochina und auf der Malaiischen Halbinsel vor. - Diospyros trengganuensis Ng: Dieser Endemit kommt auf der Malaiischen Halbinsel nur in Terengganu vor. - Diospyros trianthos Phengkhlai: Sie kommt auf der Thailändischen Halbinsel und der Malaiischen Halbinsel vor. - Diospyros trichophylla Alston: Sie kommt im südwestlichen sowie südlichen Sri Lanka, auf den Andamanen und Nikobaren vor. - Diospyros tricolor (Schumach. & Thonn.) Hiern: Sie ist im tropischen westlichen und westlichen-zentralen Afrika verbreitet. - Diospyros tridentata F.White: Sie kommt im nordwestlichen Neukaledonien vor. - Diospyros tristis King & Gamble: Sie kommt auf der Malaiischen Halbinsel vor. - Diospyros trisulca F.White: Sie kommt im nordwestlichen Neukaledonien vor. - Diospyros trombetensis Sandwith: Sie kommt im brasilianischen Bundesstaat Pará vor. - Diospyros tropophylla (H.Perrier) G.E.Schatz & Lowry (Syn.: Maba tropophylla H.Perrier): Diese Neukombination erfolgte 2011. Die Art kommt im westlichen Madagaskar vor. - Diospyros troupinii F.White: Sie kommt in der Demokratischen Republik Kongo vor. - Diospyros truncata Zoll. & Moritzi (Syn.: Diospyros melanoxylon Blume nom. illeg., Diospyros laxa Teijsm. & Binn., Diospyros viridis Craib): Sie kommt im nördlichen Thailand, und westlichen Malesien vor. - Diospyros truncatifolia Caveney: Sie kommt im südlichen Tansania, Malawi sowie Mosambik vor. - Diospyros tsangii Merr.: Sie kommt im südöstlichen China vor. - Diospyros tuberculata Bakh.: Sie kommt in Borneo vor. - Diospyros turfosa Kosterm.: Sie kommt in Borneo vor. - Diospyros tutcheri Dunn (Syn.: Diospyros taamii Merr.): Sie kommt im südöstlichen China vor. - Diospyros uaupensis Cavalcante: Sie kommt im brasilianischen Bundesstaat Amazonas vor. - Diospyros ubaita B.Walln.: Sie wurde 2005 aus dem brasilianischen Bundesstaat Bahia erstbeschrieben. - Diospyros udaiyanii Udayan: Die 2015 erstbeschriebene Art kommt im indischen Bundesstaat Kerala vor. - Diospyros ulo Merr.: Sie kommt in Borneo und auf den Philippinen vor. - Diospyros ultima G.E.Schatz & Lowry: Die 2018 erstbeschriebene Art kommt in Madagaskar vor. - Diospyros umbrosa F.White: Sie kommt in Neukaledonien vor. - Diospyros undulata Wall. ex G.Don (Syn.: Diospyros cratericalyx Craib, Diospyros undulata var. cratericalyx (Craib) Bakh.): Sie kommt in Indochina und auf der Malaiischen Halbinsel vor. - Diospyros unisemina C.Y.Wu: Sie kommt vom südlichen-zentralen China bis Guangxi vor. - Diospyros urep B.Walln.: Sie wurde 1999 aus dem nördlichen Peru erstbeschrieben. - Diospyros urschii H.Perrier: Sie kommt im nordwestlichen Madagaskar vor. - Diospyros uvida Jessup: Sie wurde 2014 aus Queensland erstbeschrieben. - Diospyros uzungwaensis Frim.-Møll. & Ndang.: Sie wurde 2000 aus Tansania erstbeschrieben. - Diospyros vaccinioides Lindl. (Syn.: Diospyros vaccinifolia Ettingsh. orth. var., Diospyros vaccinioides var. oblongata Merr. & Chun): Sie kommt im südöstlichen China vor. - Diospyros variegata Kurz: Sie kommt von Assam bis Indochina vor. - Diospyros veillonii F.White: Sie kommt im westlichen Neukaledonien vor. - Diospyros velutinosa Bakh. (Syn.: Diospyros vestita Bakh. nom. illeg.): Sie kommt in Vietnam und auf der Malaiischen Halbinsel vor. - Diospyros velutipes (H.Perrier) G.E.Schatz & Lowry (Syn.: Diospyros gracilipes var. velutipes H.Perrier): Den Rang einer Art hat sie seit 2011 und kommt in Madagaskar vor. - Diospyros venenosa Bakh.: Sie kommt in Sulawesi vor. - Diospyros venosa Wall. ex A.DC.: Es gibt zwei Varietäten: - Diospyros venosa var. olivacea (King & Gamble) Ng (Syn.: Diospyros olivacea (King & Gamble) H.R.Fletcher): Sie kommt auf der Malaiischen Halbinsel vor. - Diospyros venosa Wall. ex A.DC. var. venosa (Syn.: Diospyros bintulensis Kosterm., Diospyros hermaphroditica (Zoll.) Bakh. ex Steenis, Diospyros hexasperma Hasselt ex Hassk., Diospyros lanceifolia var. latifolia Teijsm. & Binn., Diospyros merguensis (Hiern) H.R.Fletcher, Diospyros rotundiflora Hiern): Sie ist von Indochina bis Malesien verbreitet. - Diospyros vermoesenii De Wild.: Sie ist im tropischen westlich-zentralen Afrika verbreitet. - Diospyros verrucosa Hiern (Syn.: Diospyros tuberculosa Gürke, Diospyros engleri Gürke): Sie kommt in Tansania und Mosambik vor. - Diospyros vescoi Hiern: Sie kommt im nordwestlichen Madagaskar vor. - Diospyros vieillardii (Hiern) Kosterm. (Syn.: Diospyros neocaledonica Kosterm.): Sie kommt in Neukaledonien vor. - Diospyros vignei F.White (Syn.: Diospyros apiculata A.Chev.): Sie ist im tropischen Westafrika verbreitet. - Diospyros villosa (L.) De Winter: Es gibt zwei Varietäten: - Diospyros villosa var. parvifolia (De Winter) De Winter: Sie kommt in Mosambik und im Südlichen Afrika bis zu den südafrikanischen Provinzen Limpopo, Mpumalanga sowie KwaZulu-Natal vor. - Diospyros villosa (L.) De Winter var. villosa: Sie kommt im Ostkap sowie KwaZulu-Natal vor. - Diospyros villosiuscula Kosterm. (Syn.: Diospyros ferrea var. crispa Bakh., Diospyros ferrea var. villosa Bakh.): Sie kommt in Neuguinea vor. - Diospyros virgata (Gürke) Brenan: Sie kommt vom südlichen Teil der Demokratischen Republik Kongo über Angola und Sambia bis zum Caprivizipfel vor. - Amerikanische Persimone oder Amerikanische Kakipflaume, Helles Ebenholz (Diospyros virginiana L., Syn.: Diospyros pubescens Pursh nom. illeg., Diospyros stricta Loudon nom. illeg., Diospyros undulata Hiern nom. illeg., Diospyros angustifolia Audib. ex Spach, Diospyros calycina Audib. ex Spach, Diospyros caroliniana Muhl. ex Raf., Diospyros ciliata Raf., Diospyros concolor Moench, Diospyros digyna Loudon, Diospyros distyla K.Koch, Diospyros fertilis Loudon, Diospyros guaiacana C.C.Robin, Diospyros intermedia Loudon, Diospyros lucida Loudon, Diospyros mosieri Small, Diospyros persimon Wikstr., Diospyros virginiana subsp. mosieri (Small) A.E.Murray, Diospyros virginiana var. angustifolia Rob., Diospyros virginiana var. concolor (Moench) Raf., Diospyros virginiana var. insignis Rob., Diospyros virginiana var. lucida Rob., Diospyros virginiana var. macrocarpa Raf., Diospyros virginiana var. microcarpa Raf., Diospyros virginiana var. mosieri (Small) Sarg., Diospyros virginiana var. perquinii Rob., Diospyros virginiana var. platycarpa Sarg., Diospyros virginiana var. pubescens Nutt.): Sie ist in den zentralen bis östlichen USA verbreitet. Es gibt Fundortangaben für Illinois, Iowa, Kansas, Missouri, Nebraska, Oklahoma, Connecticut, Indiana, New Jersey, New York, Pennsylvania, West Virginia, Texas, Alabama, Arkansas, Delaware, Georgia, Kentucky, Louisiana, Maryland, Mississippi, North Carolina, South Carolina, Tennessee, Virginia sowie Florida. Die essbaren Früchte sind kleiner als Kakis. - Diospyros viridicans Hiern (Syn.: Diospyros kekemi Aubrév. & Pellegr.): Sie ist im tropischen westlichen und westlich-zentralen Afrika verbreitet. - Diospyros vitiensis Gillespie: Es gibt zwei Varietäten in Fiji: - Diospyros vitiensis var. longisepala (Gillespie) A.C.Sm. (Syn.: Diospyros longisepala Gillespie, Diospyros samoensis var. longisepala (Gillespie) Fosberg, Diospyros globosa (A.C.Sm.) Fosberg): Sie kommt in Fidschi vor. - Diospyros vitiensis var. vitiensis: Sie kommt in Fidschi vor. - Diospyros wagemansii F.White: Sie kommt in der Demokratischen Republik Kongo vor. - Diospyros wajirensis F.White: Sie kommt im südlichen Somalia und im nördlichen Kenia vor. - Diospyros walkeri (Wight) Gürke (Syn.: Diospyros gardneri Thwaites, Diospyros undulata var. walkeri (Wight) Bakh.): Dieser Endemit kommt nur im südwestlichen Sri Lanka vor. - Diospyros wallichii King & Gamble (Syn.: Diospyros bakhuisii Boerl. & Koord.-Schum., Diospyros pulchrinervia Kosterm.): Sie kommt in Myanmar sowie Thailand und im westlichen Malesien vor; Angaben für Assam sind nicht gesichert. - Diospyros weddellii Hiern: Sie kommt im brasilianischen Bundesstaat Rio de Janeiro vor. - Diospyros whitei Dowsett-Lemaire & Pannell: Sie kommt in der Republik Kongo vor. - Diospyros whitfordii Merr.: Sie kommt auf den Philippinen vor. - Diospyros whyteana (Hiern) F.White: Sie ist vom südwestlichen Tansania und im südlichen Afrika bis Eswatini und den südafrikanischen Provinzen Limpopo, Mpumalanga, KwaZulu-Natal, Freistaat, Gauteng, North West, Ost- sowie Westkap verbreitet. - Diospyros winitii H.R.Fletcher: Sie kommt im nördlichen sowie südwestlichen Thailand vor. - Diospyros xavantina Sothers: Sie wurde 2003 aus dem brasilianischen Bundesstaat Mato Grosso erstbeschrieben. - Diospyros xiangguiensis S.K.Lee: Sie kommt im südöstlichen China vor. - Diospyros xishuangbannaensis C.Y.Wu & H.Chu: Sie wurde 1995 aus Yunnan erstbeschrieben. - Diospyros yandina Jessup: Sie wurde 2014 aus dem östlichen Australien erstbeschrieben. Sie kommt in New South Wales und Queensland vor. - Diospyros yaouhensis (Schltr.) Kosterm. (Syn.: Diospyros foliosa var. yaouhensis (Schltr.) Bakh.): Sie kommt nur im zentralen sowie südöstlichen Neukaledonien vor. - Diospyros yatesiana Standl. (Syn.: Diospyros zacapana Standl. & Steyerm.): Sie kommt südöstlichen Mexiko über Guatemala und Belize bis Honduras vor. - Diospyros yeobii Bakh.: Sie kommt in Vietnam und auf der Malaiischen Halbinsel vor. - Diospyros yomomo B.Walln.: Sie wurde 1999 aus Bolivien erstbeschrieben. - Diospyros yucatanensis Lundell: Es gibt seit 2008 drei Unterarten: - Diospyros yucatanensis var. longipedicellata Lundell: Dieser Endemit kommt nur im mexikanischen Bundesstaat Yucatán vor. - Diospyros yucatanensis subsp. spectabilis (Lundell) Provance, I.García & A.C.Sanders (Syn.: Diospyros spectabilis Lundell): Sie hat seit 2008 den Rang einer Unterart. Sie kommt vom südöstlichen Mexiko bis Guatemala und Belize vor. - Diospyros yucatanensis Lundell subsp. yucatanensis: Sie kommt vom südöstlichen Mexiko bis Guatemala und Belize vor. - Diospyros yunnanensis Rehder & E.H.Wilson: Sie kommt im südlich-zentralen China vor. - Diospyros zenkeri (Gürke) F.White (Syn.: Diospyros rivularis Gürke, Diospyros longicaudata Gürke ex Hutch. & Dalziel): Sie ist vom südöstlichen Nigeria bis tropischen westlich-zentralen Afrika verbreitet. - Diospyros zhenfengensis S.K.Lee: Sie kommt in der chinesischen Provinz Guizhou vor. - Diospyros zombensis (B.L.Burtt) F.White: Sie ist vom östlichen bis südlichen tropischen Afrika verbreitet. |

## Nutzung
Zur Nutzung des Holzes siehe Hauptartikel Ebenholz. Man verwendet für diese Holzarten auch die Handelsbezeichnungen bei vielen Arten Schwarzes Ebenholz und bei den afrikanischen Afrikanisches Ebenholz und viele Bezeichnungen mehr.
Zur Produktion von Kaki-Früchten, Persimonen, oder Sharon-Früchten werden verschiedene Sorten von Diospyros kaki und Diospyros virginiana angebaut.
Auch Kreuzungen/Hybride aus Diospyros kaki und Diospyros virginiana werden zur Produktion von Kaki-Früchten verwendet, beispielsweise in den USA/Kanada (mehrere Sorten) und in der Ukraine (‘Rosseyanka’ = ‘Russian Beauty’).